# Лютеранская церковь Святых Петра и Павла (Санкт-Петербург)
Церковь Святых Петра и Павла (также известна как Петрикирхе, нем. Petrikirche) — лютеранская церковь в центре Санкт-Петербурга (Невский проспект, 22—24). Богослужения проходят регулярно по воскресеньям с 10:30 на немецком и русском языках. Настоятель прихода, пастор Михаэль Шварцкопф, одновременно является главой Северо-Западного пробства ЕЛЦЕР. Также в здании церкви располагается канцелярия архиепископа Союза ЕЛЦ.

## История здания

### Начало существования
Указом от 26 декабря 1727 года, император Пётр II отвёл немецкой лютеранской общине, землю на пустынной территории у большой перспективной дороги между нынешними Большой и Малой Конюшенными улицами. Участок был подарен «под строение евангелической церкви, школы и пасторского дома».
Здание церкви было заложено 29 июня 1728 года, в день святых апостолов Петра и Павла. 14 (25) июня 1730 года, в день празднования 200-летия Аугсбургского исповедания, церковь торжественно освятили во имя апостолов Петра и Павла (впоследствии в документах и обиходе чаще использовалось имя св. Петра). Стилистически новое церковное сооружение принадлежало к характерным для Петербурга первой трети XVIII века образцам архитектуры петровского барокко. Здание было кирпичным, имело деревянную башенку и вмещало 1500 человек (около тысячи внизу и пятисот на хорах).

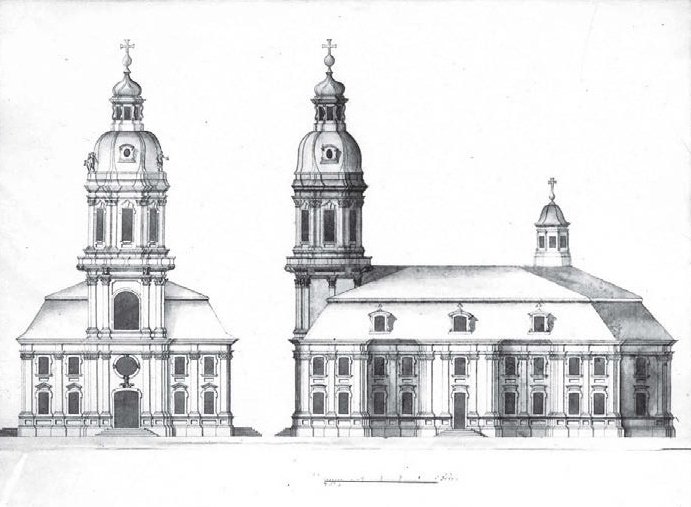
Первая лютеранская церковь Св. Петра на Невском проспекте. 1728—1730

Пышный барочный алтарь был украшен позолоченной скульптурой и четырьмя живописными произведениями: «Тайная вечеря», «Преображение Господне», «Воскресение Христа» и «Иисус с Фомой неверующим» («Явление Христа Фоме и другим ученикам»). Последняя работа традиционно приписывалась знаменитому немецкому художнику XVI века Гансу Гольбейну. В церковном интерьере также имелись картины с изображением апостолов, выполненные петербургским живописцем швейцарцем Георгом Гзеллем. 27 декабря 1737 года состоялось торжественное освящение органа, изготовленного мастером И. Г. Иоахимом из Митавы. Окончательную внутреннюю и внешнюю отделку храм получил в 1738 году, через десять лет после закладки.
В 1735 году перед зданием церкви были построены два деревянных дома, где разместились квартиры церковных служителей и школа. В 1740 году по приказу «Комиссии о Санкт-Петербургском строении» были снесены все деревянные здания, выходящие на Невский проспект — главную улицу города, включая и два дома, принадлежавшие церкви Св. Петра. На их месте между 1747 и 1752 годами по проекту архитектора И. Г. Кемпфа построили новые, каменные здания.
В 1762 году на участке, принадлежавшем лютеранской общине, позади церкви, было построено двухэтажное здание лютеранской школы Петришуле, впоследствии пережившее множество перестроек, но сохранившееся до наших дней.

### Архитектор А. П. Брюллов и новое здание церкви

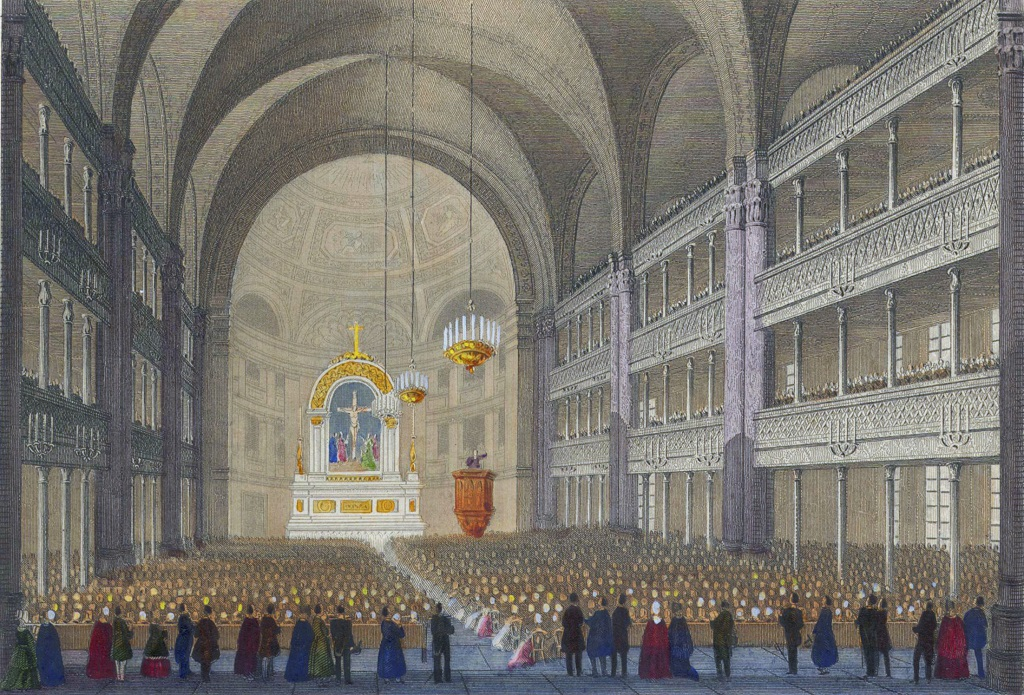
Внутренний вид лютеранской церкви Св. Петра, 1840-е гг.

В начале 1832 года, когда церковное здание обветшало, община объявила конкурс на создание проекта новой церкви. Лучшей из семи представленных работ был признан проект Александра Брюллова, брата знаменитого художника Карла Брюллова. В своем проекте зодчий использовал мотивы архитектуры романского стиля в сочетании с приемами русского классицизма.
В 1830—1832 годах архитектор Е. Т. Цолликофер перестроил оба угловых дома, принадлежавших общине. На месте старых корпусов появились трехэтажные каменные дома в стилистике классицизма (впоследствии надстроены).
Старое церковное здание снесли летом 1833 года, а 21 августа произошла закладка нового. Строительство храма в основном было закончено за три года. В 1836—1838 годах выполнялись отделочные работы.

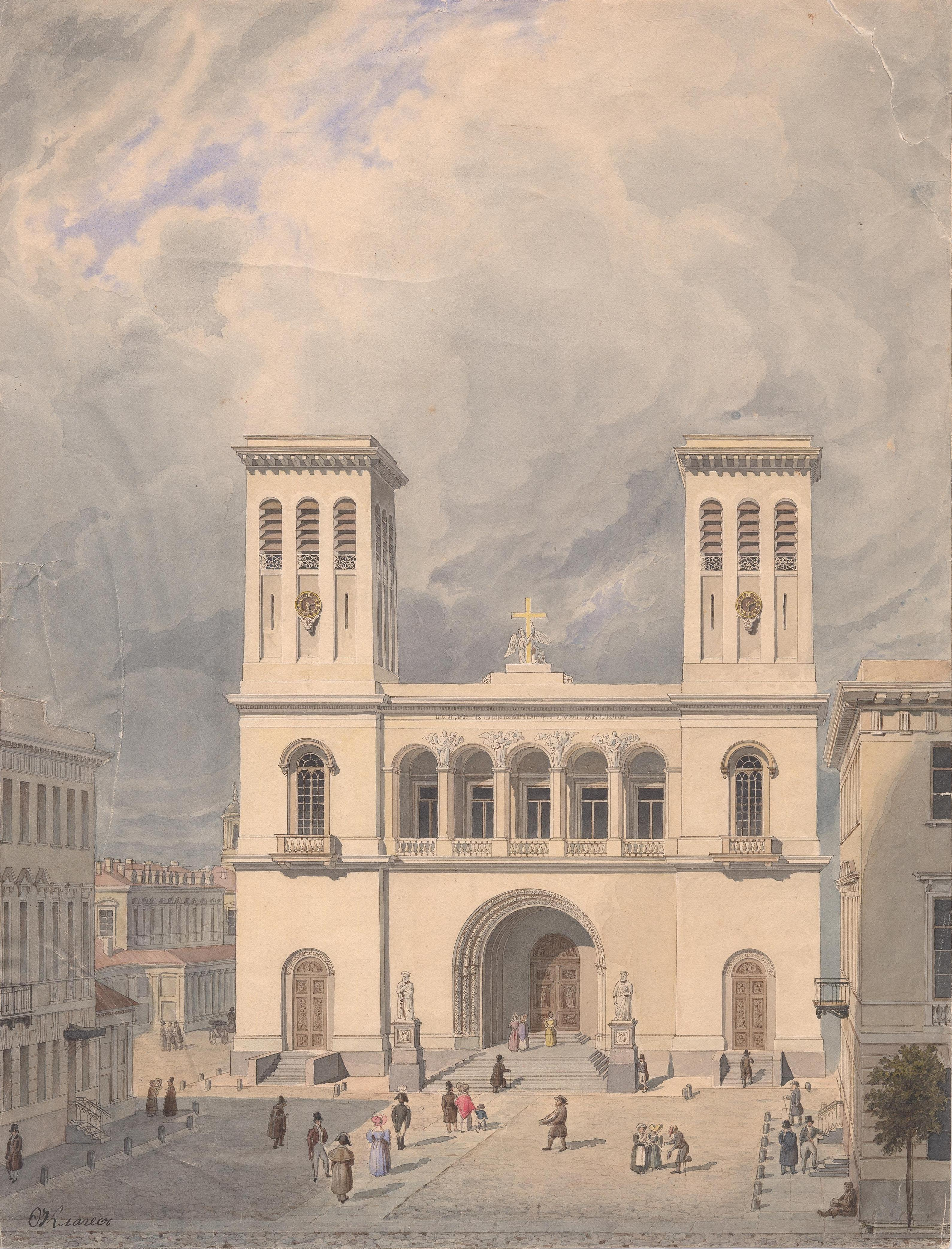
Фасад лютеранской церкви Св. Петра. Рисунок Ф. А. Клагеса (1830—1840-е гг.)

Старшина церкви, часовщик Иоганн Август Дитмар изготовил часы — солнечные для западной (левой) башни и механические часы с боем для восточной (правой). Медные циферблаты обоих часов были выполнены бронзовых дел мастером Тегельштейном. Сами доски были выкрашены в черный цвет, а цифры, стрелки и бронзовые украшения позолочены. Механизм часов с боем был смонтирован в особой остекленной ясеневой витрине и сохранялся до середины XX века.
Перед церковью установили мраморные фигуры апостолов Петра и Павла — копии скульптур работы знаменитого датского ваятеля Бертеля Торвальдсена, созданные итальянским мастером Трискорни. На аркадах лоджии поместили четыре горельефа с изображениями евангелистов, изготовленные из цементной массы скульптором Т. Н. Жаком. Завершила скульптурное убранство лицевого фасада фигура коленопреклоненного ангела с крестом, помещенная над аттиком между башнями. Скульптура была высечена из песчаника скульптором И. Германом.
Алтарь церкви украсила большая картина кисти Карла Брюллова, изображавшая распятие. В нижней части алтаря находилось полотно Гольбейна-младшего «Иисус с Фомой неверующим» (единственная картина, взятая из алтаря прежней церкви), а по обе стороны — круглые изображения святых Петра и Павла, также творения Брюллова. Живописец И. Дроллингер выполнил роспись стен. За резные работы отвечал скульптор П. Кретан, создавший деревянное обрамление алтарной картины и проповедническую кафедру. Кафедра была вырезана из дуба и имела форму восьмиугольной открытой коробки, поддерживаемой фигурами четырех евангелистов.
В день Реформации, 31 октября 1838 года, новую церковь освятили.

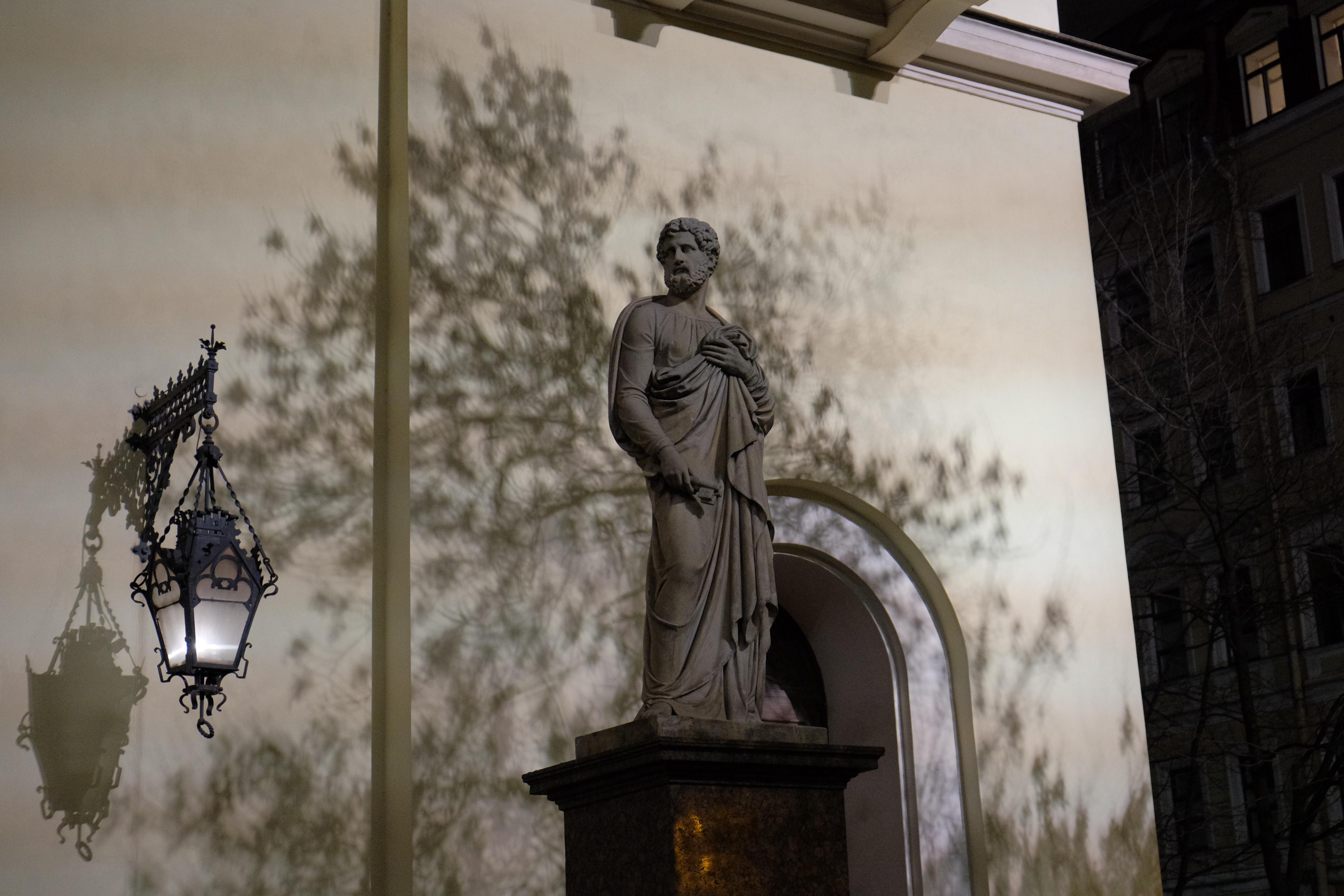
Скульптура св. Петра у входа в церковь. Современное фото

В 1840 году в храме был установлен большой орган фирмы Валькер (Людвигсбург, королевство Вюртемберг). В 1851 году в центральном портале были установлены дубовые двери, и открытый притвор превратился в вестибюль. Резные двери были сделаны по рисунку архитектора Я. К. Хофера (или Г. А. Боссе).
В 1863 году в западной башне церкви появились колокола, изготовленные в Бохуме (Вестфалия).
В 1864 году церкви были пожертвованы 2 витража по мотивам известных работ А. Дюрера «Св. Пётр и св. Иоанн» и «Св. Марк и св. Павел». Первоначально витражи находились по сторонам от органа. Позднее, в 1866 году, по желанию донаторов они были перемещены вниз, украсив два ближайших к главному входу окна. На освободившихся местах у органа появились витражи «Моисей в пустыне со змием» и «Иисус на Масличной горе». В том же 1866 году церковь получила в дар ещё один витраж, на этот раз на сюжет «Иисус проповедует ученикам». Этот витраж занял среднюю часть бокового арочного оконного проема на стороне кафедры. Наконец, в 1871 году напротив появился витраж с изображением Святого Семейства и коленопреклонённого перед Христом пастуха.

### Реконструкции 1880—1890-х годов

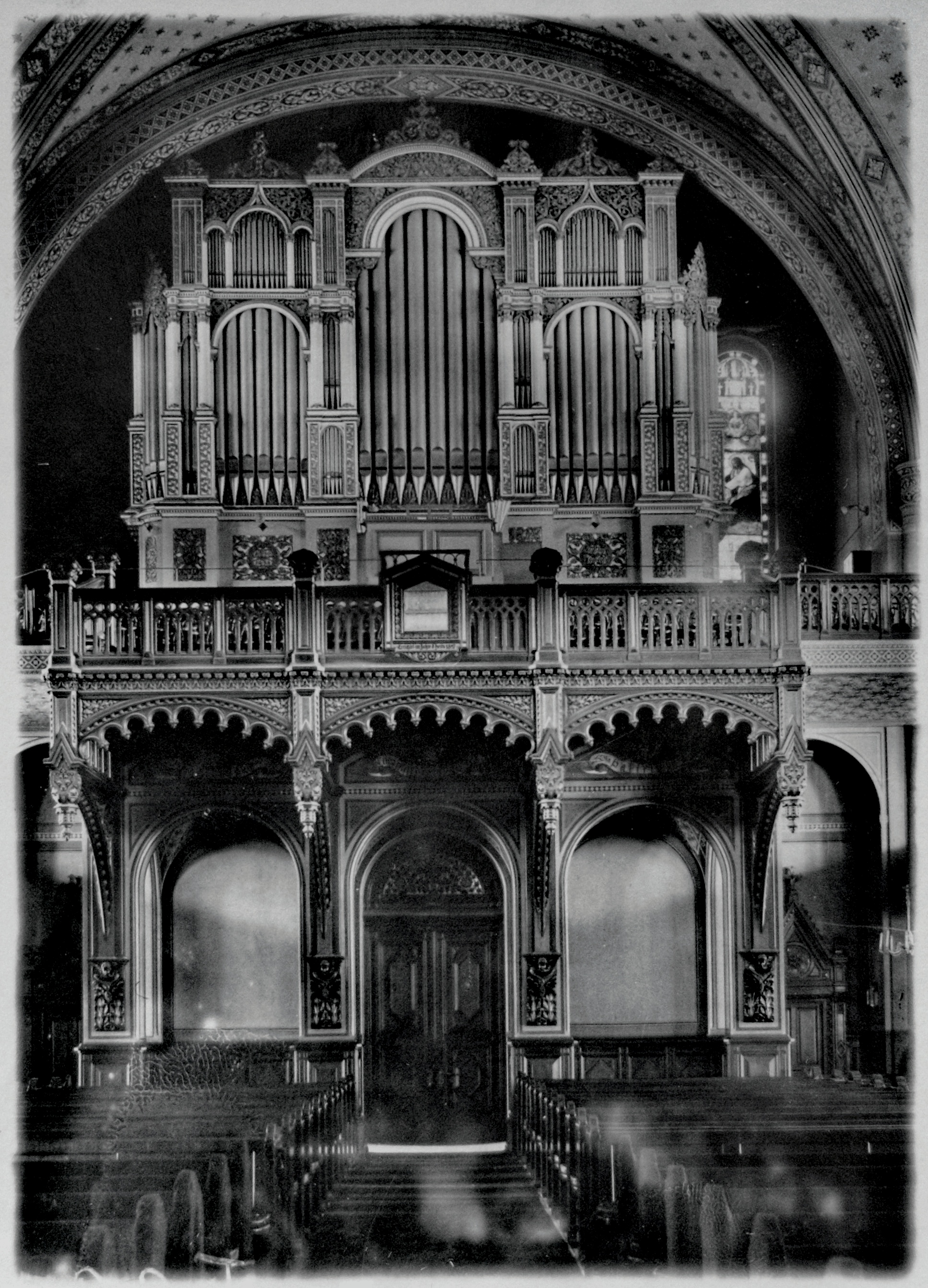
Органные хоры и орган Walcker в церкви Св. Петра. Фото ок. 1910

Между тем церковное здание пришло в аварийное состояние, так как слишком мягкий грунт и разница в давлении на него привели к осадкам стен и появлению в них трещин.
В 1881 году церковный совет обратился за помощью к профессору Р. Б. Бернгарду, известному знатоку церковно-строительной техники.
Он одним из первых разработал метод математического расчёта устойчивости церковных сооружений.
Летом 1883 года Бернгард частично исправил положение с помощью стальных затяжек (которые и сегодня хорошо видны в интерьере здания), и со временем состояние конструкции стабилизировалось. В этот же период деревянные стропила крыши были заменены металлическими фермами.

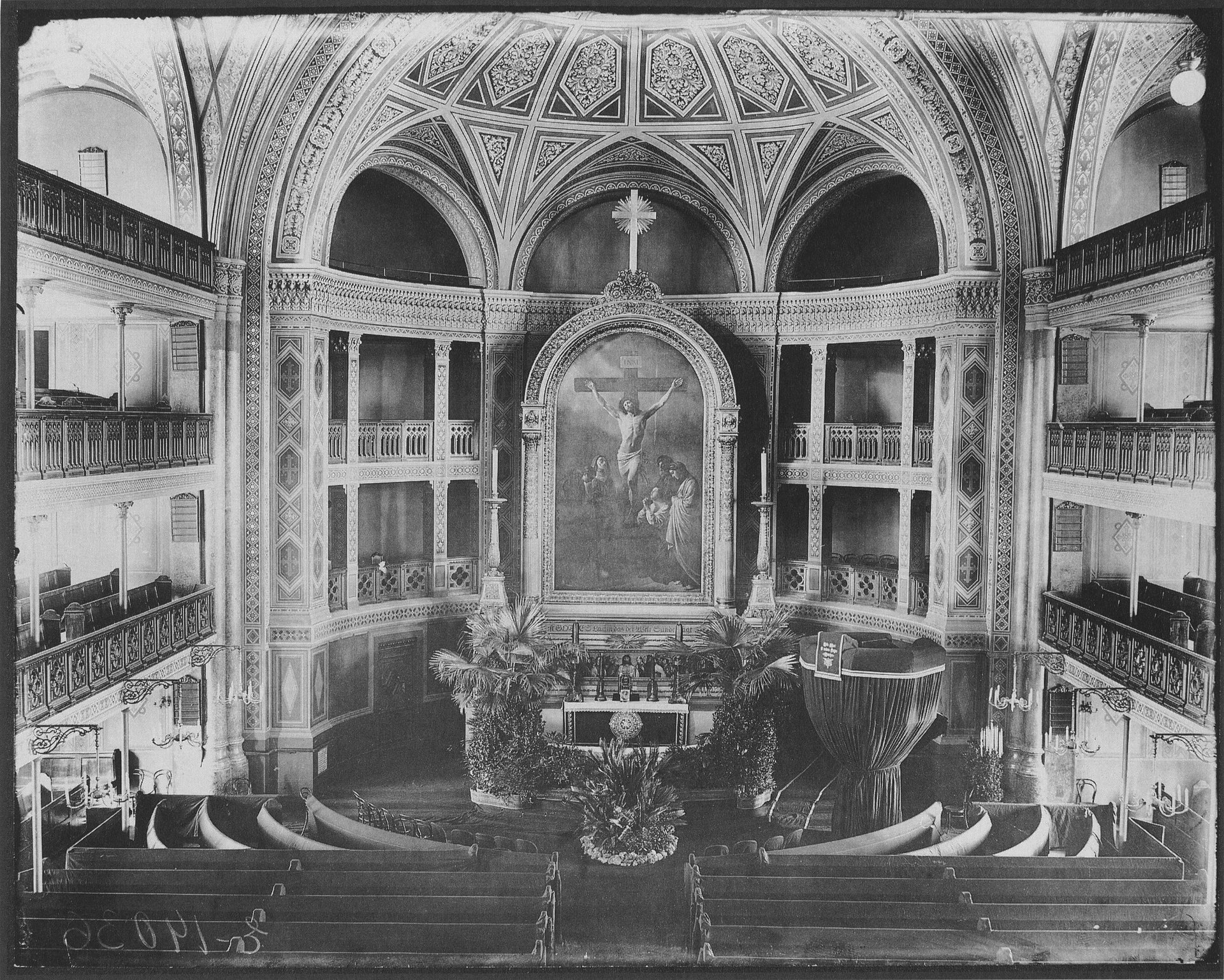
Интерьер после завершения реконструкции 1895—1897 годов. Фото начала XX в.

В 1895—1897 годах интерьер церкви был коренным образом изменён по проекту профессора Максимилиана Месмахера — крупнейшего зодчего конца XIX века, ведущего представителя архитектуры позднего историзма. Цель реконструкции Месмахер видел в приведении элементов интерьера к определенному стилистическому единству («…внутренние помещения церкви должны были быть отделаны единообразнее, при этом ренессансные и греческие мотивы должны были получить свободное и равноправное выражение»). По проекту Месмахера была создана новая роспись стен и сводов: все архитектурные элементы интерьера оказались разбиты на отдельные геометрически правильные участки-панно и максимально насыщены декором. Кроме того, по сторонам главного входа в церковный зал были устроены два боковых входа, проведено электрическое освещение, вместо литых чугунных ограждений на всех ярусах галерей появились резные дубовые ограждения, расширены органные хоры.
В 1910—1911 годах оба здания, принадлежавшие церкви и выходящие фасадом на Невский проспект, были надстроены на два этажа. Проект надстройки составил архитектор В. Э. Коллинс. Он сохранил трехэтажные корпуса в прежнем виде, а в надстроенных этажах повторил тот же рисунок окон, сандриков и балконов, фризов, карнизов и аттиков.

### Советский период

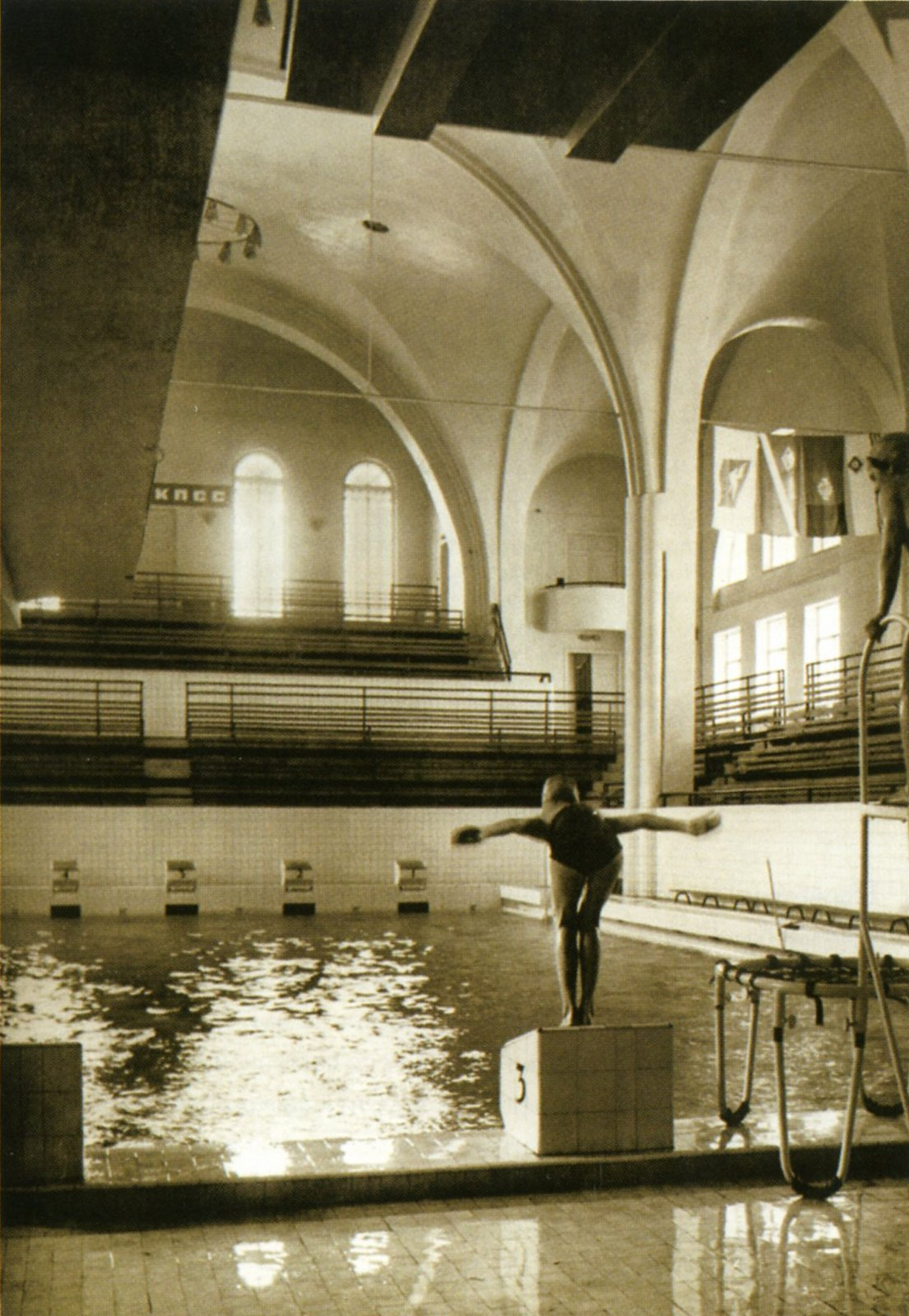
Бассейн в здании Петрикирхе. На бывших хорах виден лозунг «Слава КПСС!»

После Октябрьской революции многие прихожане церкви эмигрировали из Петрограда/Ленинграда. Несмотря на сокращение численности общины и притеснения со стороны властей, Петрикирхе работала дольше других лютеранских церквей города, но в конце 1937 года закрыли и ее.
В том же 1937 году были арестованы, а в 1938 году расстреляны пасторы Пауль и Бруно Райхерты.
В 1938 году, после закрытия Петрикирхе как «здания культа», бывшая церковь использовалась для демонстрации панорамы «Северный полюс». С 1939 года здесь располагался склад театра Ленгосэстрады, в 1941—1945 годах размещались воинские части. Здание всё больше утрачивало художественную отделку и приходило в упадок.

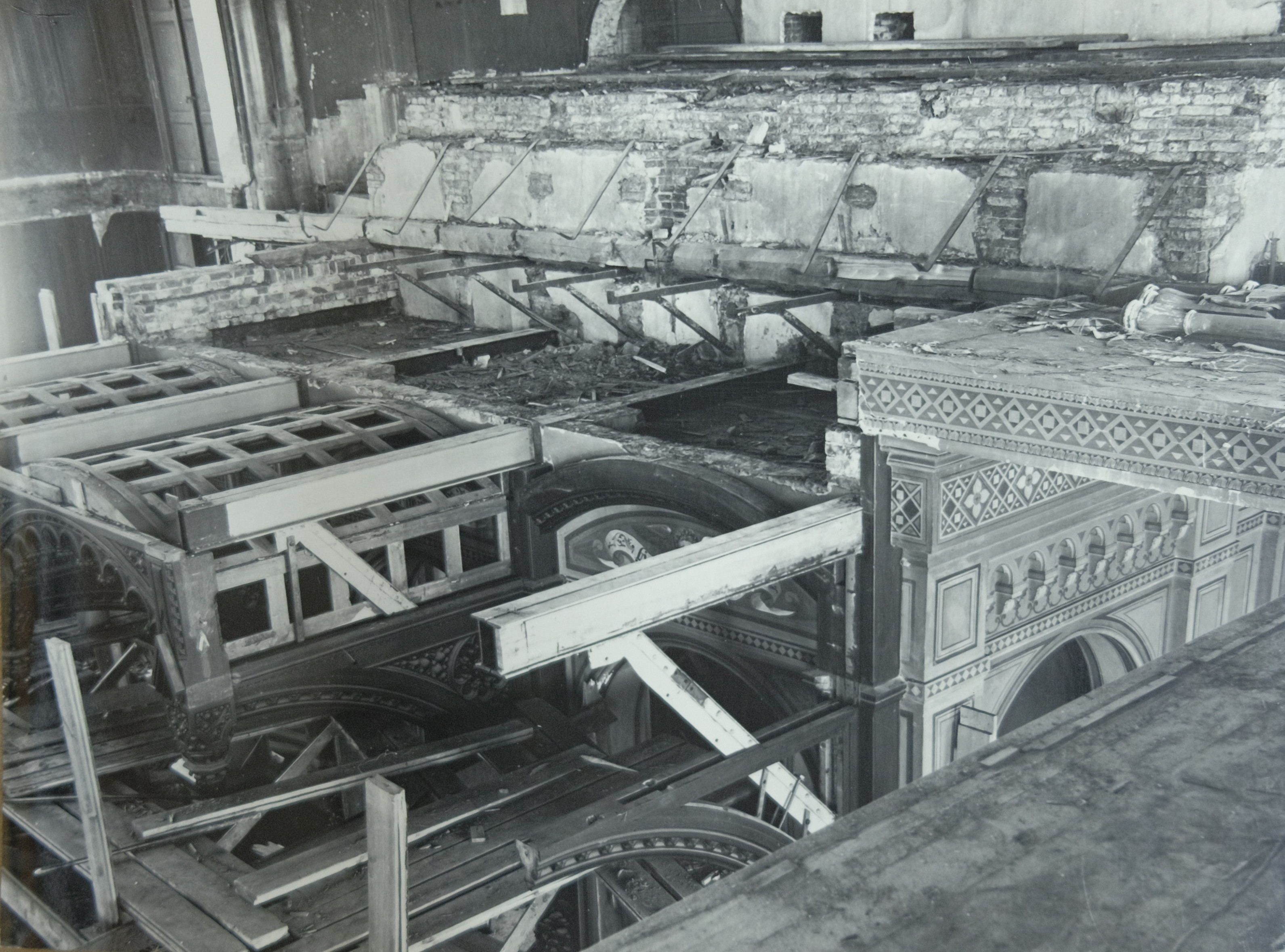
Органные хоры после демонтажа органа. 1940-е гг.

Некоторые предметы убранства, представлявшие художественную ценность, были конфискованы и переданы в музеи. Алтарная картина «Распятие» Карла Брюллова до сих пор находится в Русском музее (в 2007 году в церковном зале появилась уменьшенная копия картины). Витражи попали в запасники Государственного Эрмитажа (в настоящее время реставрируются). Часть ценного имущества безвозвратно исчезла. Валькеровский орган оказался утрачен.
После окончания войны в сильно пострадавшем здании находились различные склады — от театральных декораций до овощей. В 1958 году началась перестройка здания под плавательный бассейн Балтийского морского пароходства. Автором проекта выступил архитектор А. П. Изоитко. При этой перестройке была изменена планировка, полностью переделан интерьер. В центральном нефе построили железобетонную ванну длиной 25 метров, в алтарной части разместились вышки для прыжков, с трех сторон зала — трибуны на 800 сидячих мест. Торжественное открытие бассейна состоялось в 1963 году.

### Восстановление функции здания и реставрация 1994—1997 годов

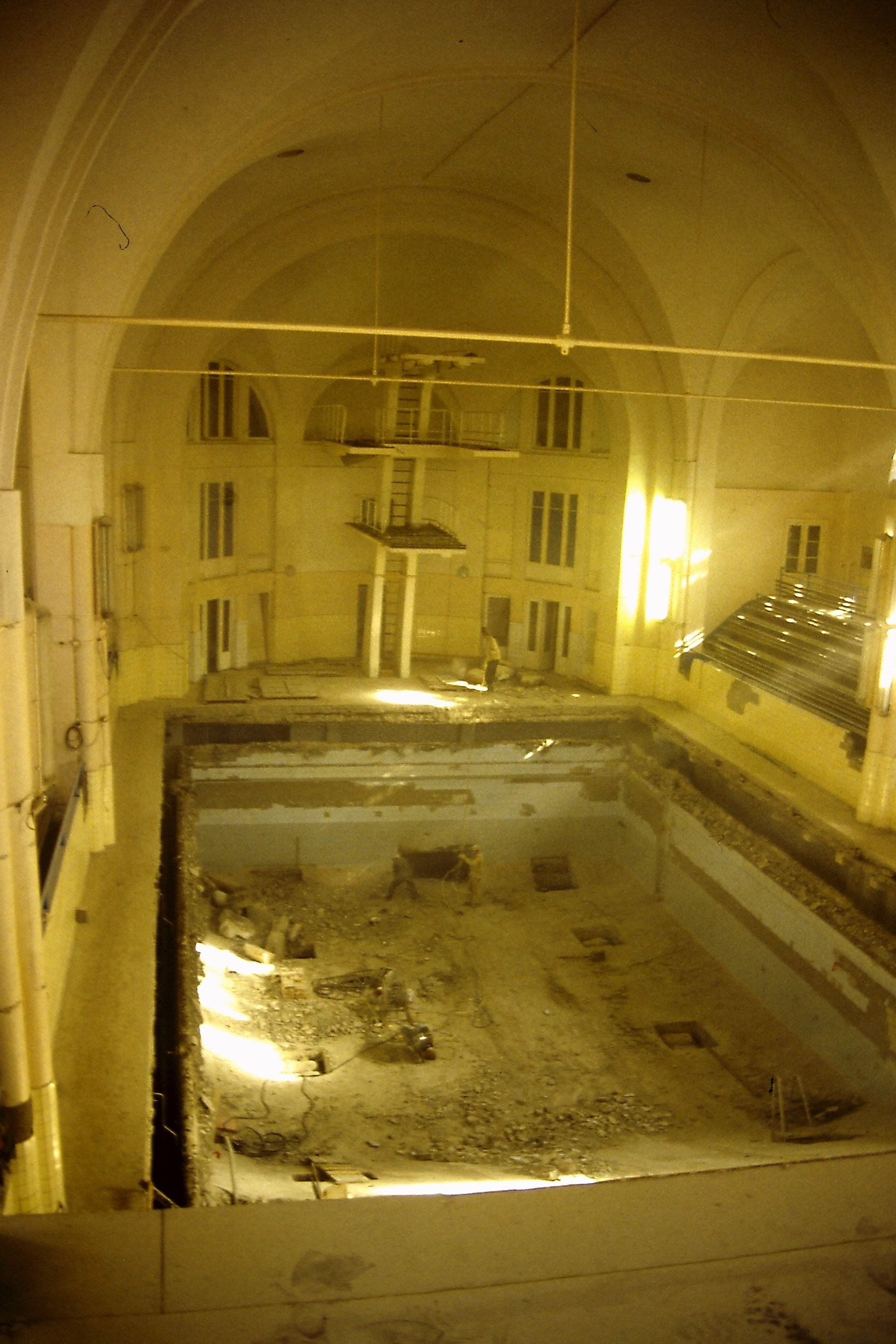
Демонтаж бассейна, 1994 год.

В 1993 году здание церкви было возвращено верующим. Снаружи здание сохранилось в целом хорошо. Намного серьёзнее дело обстояло с внутренними помещениями церкви. Во-первых, вся нижняя часть церковного зала была занята бетонной чашей бассейна. Во-вторых, разница в давлении на грунт привела к неравномерным осадкам стен здания и образованию трещин, усугубленному устройством бассейна. В-третьих, при реконструкции 1990-х гг была нарушена историческая система кирпичных сводчатых перекрытий, что привело к появлению трещин раскрытием до 10 мм.
Архитектурная концепция была разработана рабочим союзом Сабины и Фрица Венцелей по поручению Банка восстановления и развития во Франкфурте по согласованию с Министерством внутренних дел Федеративной Республики Германии. На месте план воплотил руководитель отдела реставрации ЕЛЦ И. Шарапан.
Однако при реконструкции, осуществленной в 1990-е годы, были нарушены системы уникальных кирпичных сводов.
В теле так называемых обратных сводов пробиты отверстия большого диаметра для прохождения металлических колонн нового перекрытия.
Данное обстоятельство многократно усложняет задачу приведения архитектурного облика церкви к историческому.
Новый пол расположен на 4 метра выше прежнего, под ним всё ещё находится чаша бассейна. Удалить её не представляется возможным без проведения комплексных изысканий и разработки проекта усиления конструкций. Снижение высоты зала очень чувствуется, из-за этого испорчена акустика, теперь приходится использовать микрофоны.
30 сентября 1999 года во дворе церкви справа от главного фасада был открыт бронзовый бюст Иоганну Вольфгангу фон Гёте работы известного петербургского скульптора Левона Лазарева. Открытие было приурочено к 250-летию со дня рождения великого немецкого поэта и мыслителя. Скульптурный портрет выполнен на основе посмертной маски Гёте из музея в Веймаре.

### Современная история здания. Реставрация 2016—2019 годов

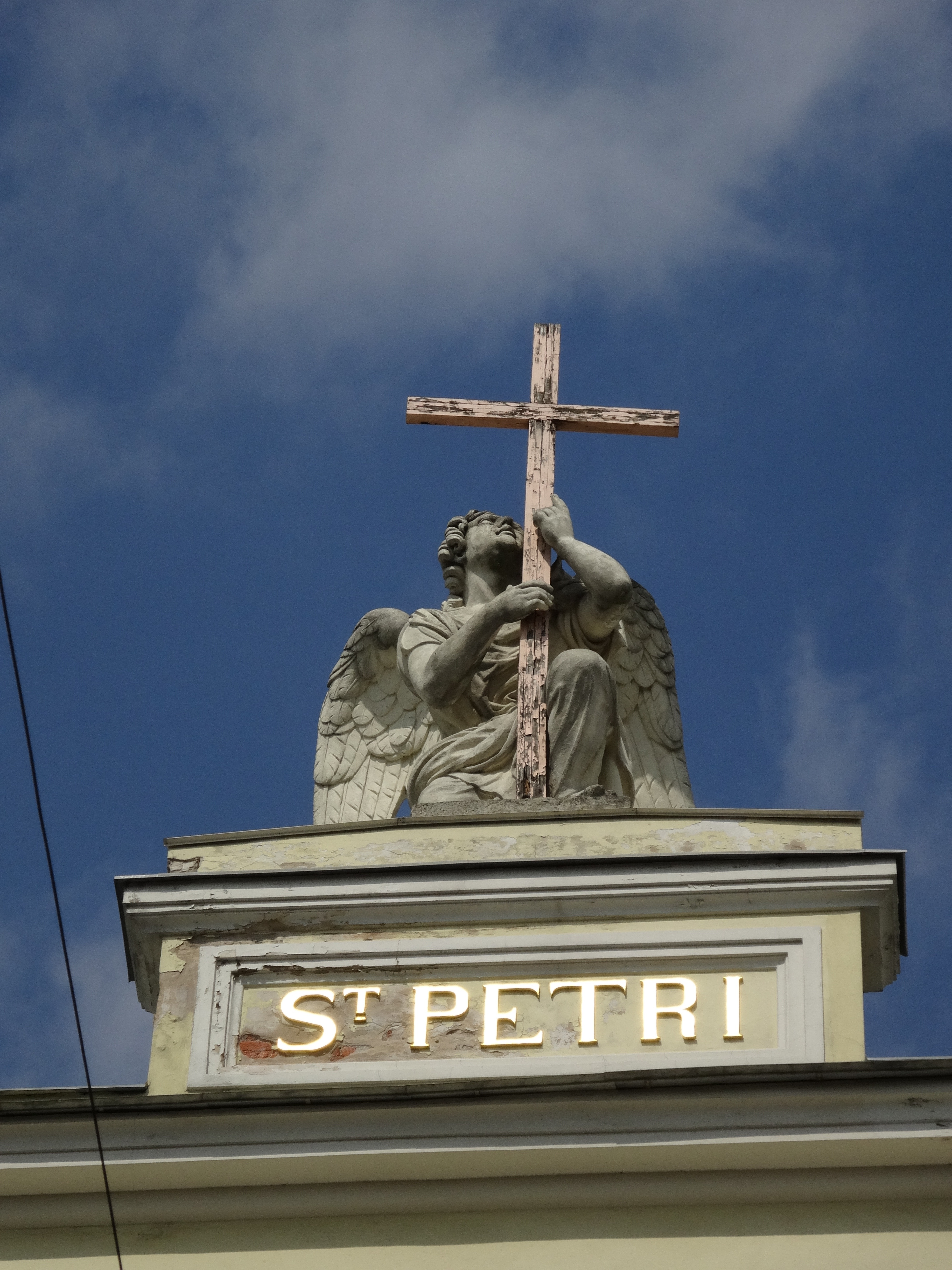
Скульптура ангела с крестом на аттике Петрикирхе до реставрации

В 2016 году начались реставрационные работы, целью которых является полное возвращение южному фасаду церкви исторического облика.
Первым этапом стала реставрация скульптуры ангела с крестом, венчающей фасад храма. Работы, начавшиеся в июне 2016 года, включали реставрацию самой скульптуры и аттика, воссоздание креста и волют. Реставрация проводилась за счет бюджета Санкт-Петербурга в рамках программы Комитета по государственному контролю, использованию и охране памятников истории и культуры (КГИОП) и была приурочена к 500-летнему юбилею Реформации. 31 октября 2016 года состоялось торжественное открытие скульптуры после реставрации. Крест, утраченный в 1950-х годах, был воссоздан согласно историческим документам: он изготовлен из дуба и обшит медными пластинами, окрашенными в цвет золота. Специалисты установили на аттике 600-килограммовые волюты из натурального камня, долгие десятилетия отсутствовавшие «как излишние детали». Кроме того, была выполнена реставрация бронзовых литер надписи «St. Petri» с восполнением утрат позолоты.

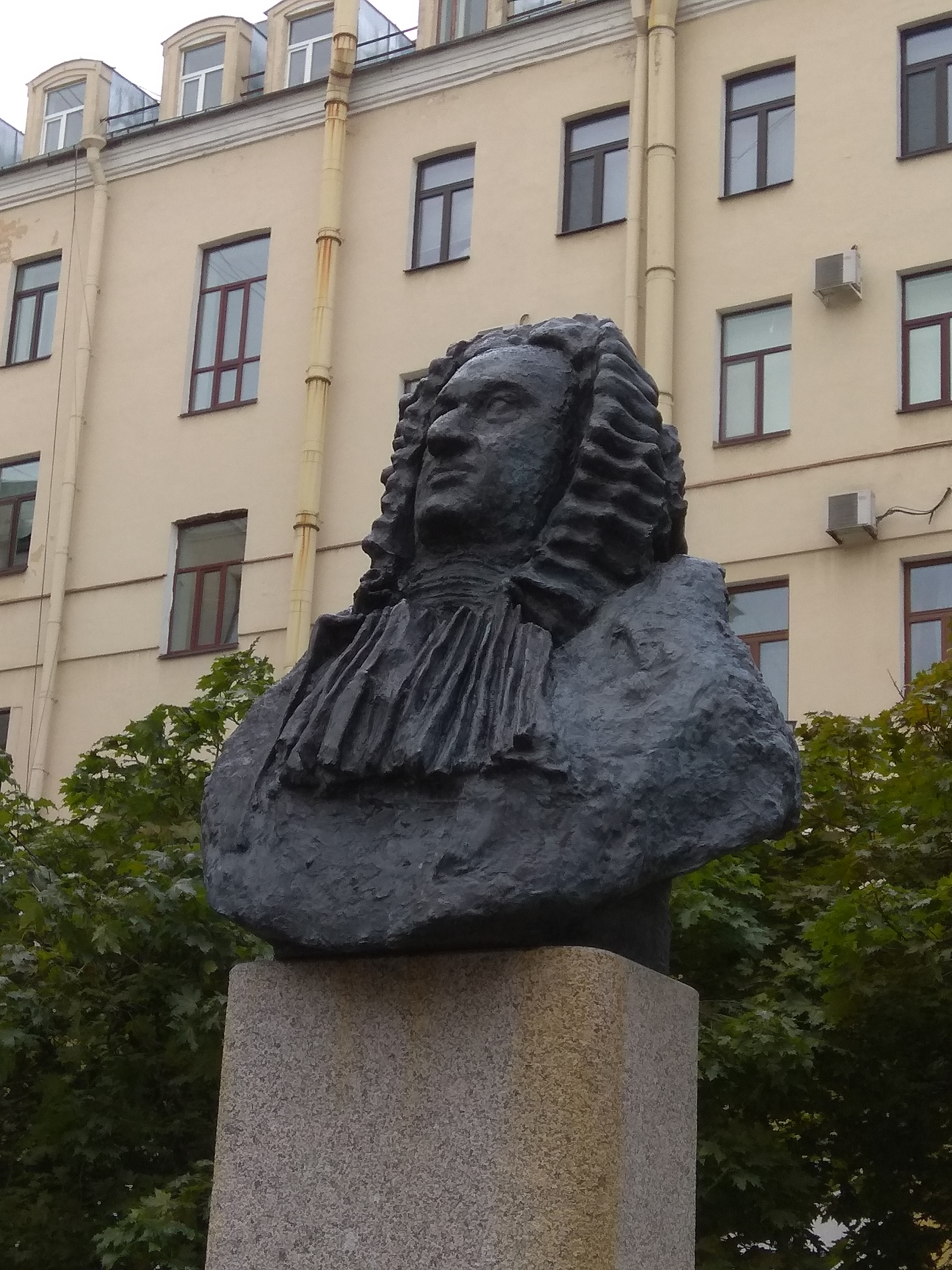
Бюст И. С. Баха перед зданием Петрикирхе

Следующим этапом восстановления исторического облика собора стала реставрация фасадов здания, проведенная в 2018—2019 годах. Данная реставрация также была выполнена за счет средств бюджета Санкт-Петербурга по программе КГИОП. За девять месяцев (апрель—декабрь) 2018 года специалисты выполнили реставрацию цокольной части здания, штукатурной отделки фасадов, лепного декора проемов и барельефов в тимпанах галереи, элементов из литейного чугуна, металлических фонарей, заполнений оконных и дверных проемов. Были воссозданы исторические ограждения крылец, отреставрированы двери центрального портала. На застекленную фрамугу дверей вернулся резной крест. Летом 2019 года были приведены в экспозиционное состояние статуи апостолов Петра и Павла перед центральным входом в здание. Торжественные мероприятия по случаю окончания реставрационных работ прошли 17 декабря 2019 года.
14 сентября 2019 года перед зданием Петрикирхе был торжественно открыт бронзовый бюст Иоганна Себастьяна Баха. Памятник занял место напротив бюста Гёте. Автором обоих монументов является Левон Лазарев. Работу над изваянием композитора скульптор закончил в 2004 году, незадолго до смерти. Установку бюста организовал Санкт-Петербургский международный фестиваль Earlymusic при поддержке Фонда Делзелла и Генерального консульства Германии в Петербурге.
29 октября 2021 года на башни Петрикирхе вернули утраченные в советское время солнечные и механические часы. Часы были воссозданы на основе архивных материалов. Часы торжественно освятили 31 октября 2021 года во время богослужения на праздник Реформации. Установка часов стала заключительной стадией воссоздания исторического облика южного фасада Петрикирхе.

## История общины

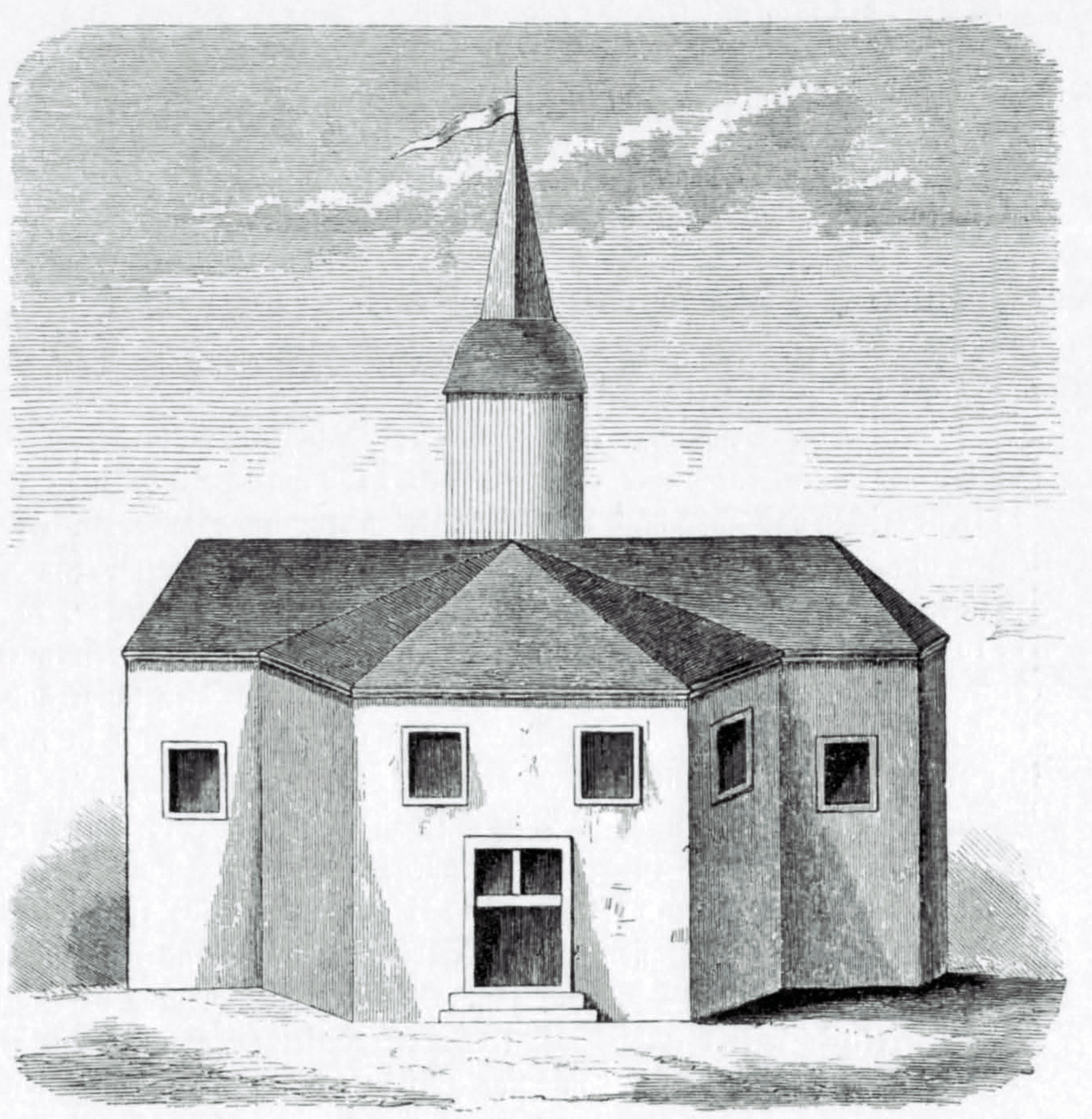
Кирха на дворе Крюйса

Немецкая лютеранская община старее здания церкви. Немцы-лютеране населяли Петербург с самого его основания. Первоначально они собирались на свои молитвенные собрания в доме вице-адмирала Корнелия Крюйса — примерно на том месте, где ныне расположен Новый Эрмитаж. Богослужения тогда проводил пастор Вильгельм Толле. В 1709 году во дворе дома Крюйса была возведена маленькая деревянная кирха, в которой собирались как немцы-лютеране, так и голландцы-реформаты со всего Адмиралтейского острова, где находилась Немецкая слобода. Датой основания общины считается 1710 год. Со временем возникла необходимость постройки отдельного большого здания церкви, начало которой было положено в 1727 году с выделения участка под её строительство. Первым пастором Петрикирхе стал Генрих Назиус (1687—1751). 25 июня 1730 года пастор Генрих совершил торжественное богослужение в здании деревянной церкви в честь годовщины Аугсбургского исповедания.

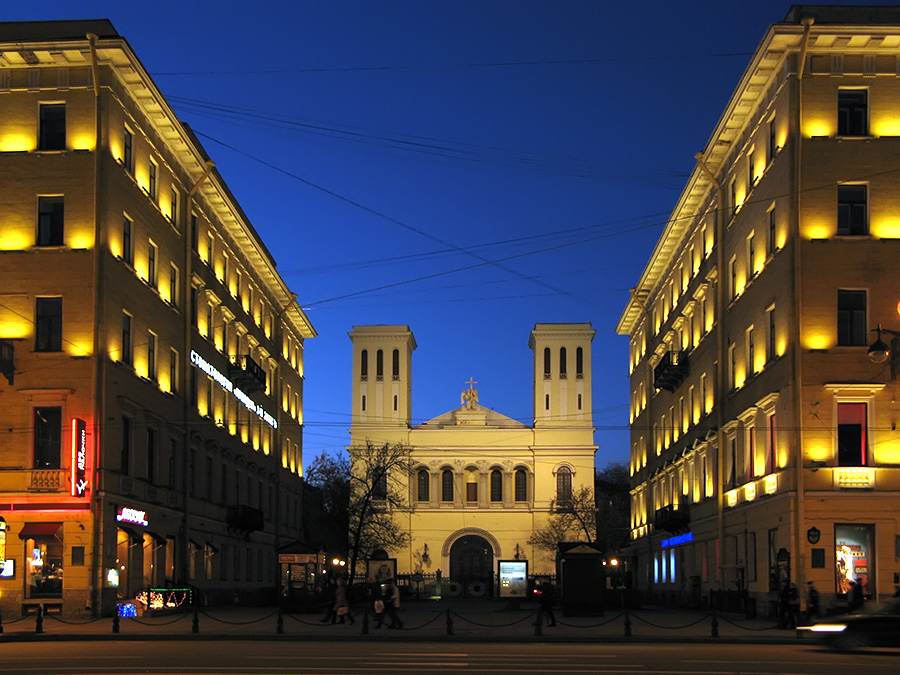
Общий вид церкви с Невского проспекта

В 1760—1762 годах было построено новое здание церковной школы. Царствование Екатерины II, благоволившей к своим соотечественникам-немцам, очень хорошо сказалось на жизни общины. Императрица вносила пожертвования в церковную казну и взяла школу под своё покровительство. К 1794 году в лютеранской общине Петрикирхе насчитывалось 2 тыс. причастников.
В 1820 году при церкви был открыт воспитательный дом для мальчиков-сирот из числа прихожан. С 1833 по 1838 год приход собирался на богослужения в здании Финской лютеранской церкви. После постройки нового церковного здания в нём разместилась Генеральная Консистория Евангелическо-лютеранской Церкви России. В 1841 году при церкви был создан воспитательный дом для девочек-сирот, в 1843 году — Общество попечительства над бедными. В особые дни в церкви Св. Петра проводились совместные богослужения для всех лютеранских общин Петербурга.
После Октябрьской революции многие прихожане церкви Св. Петра эмигрировали из России. Наблюдалось стремительное падение численности общины. Если в 1914 году в приходе числилось 16 тыс. человек, то к 1930 году только 4 тыс. Церковное здание и остальная недвижимость (2 дома и 2 флигеля рядом с церковью и т. д.) были национализированы. В 1932 году пастором стал Пауль Райхерт, ему помогал его сын Бруно Райхерт. Они были арестованы в 1937 году и в следующем году расстреляны. В декабре 1937 года церковь была закрыта.

### Современность

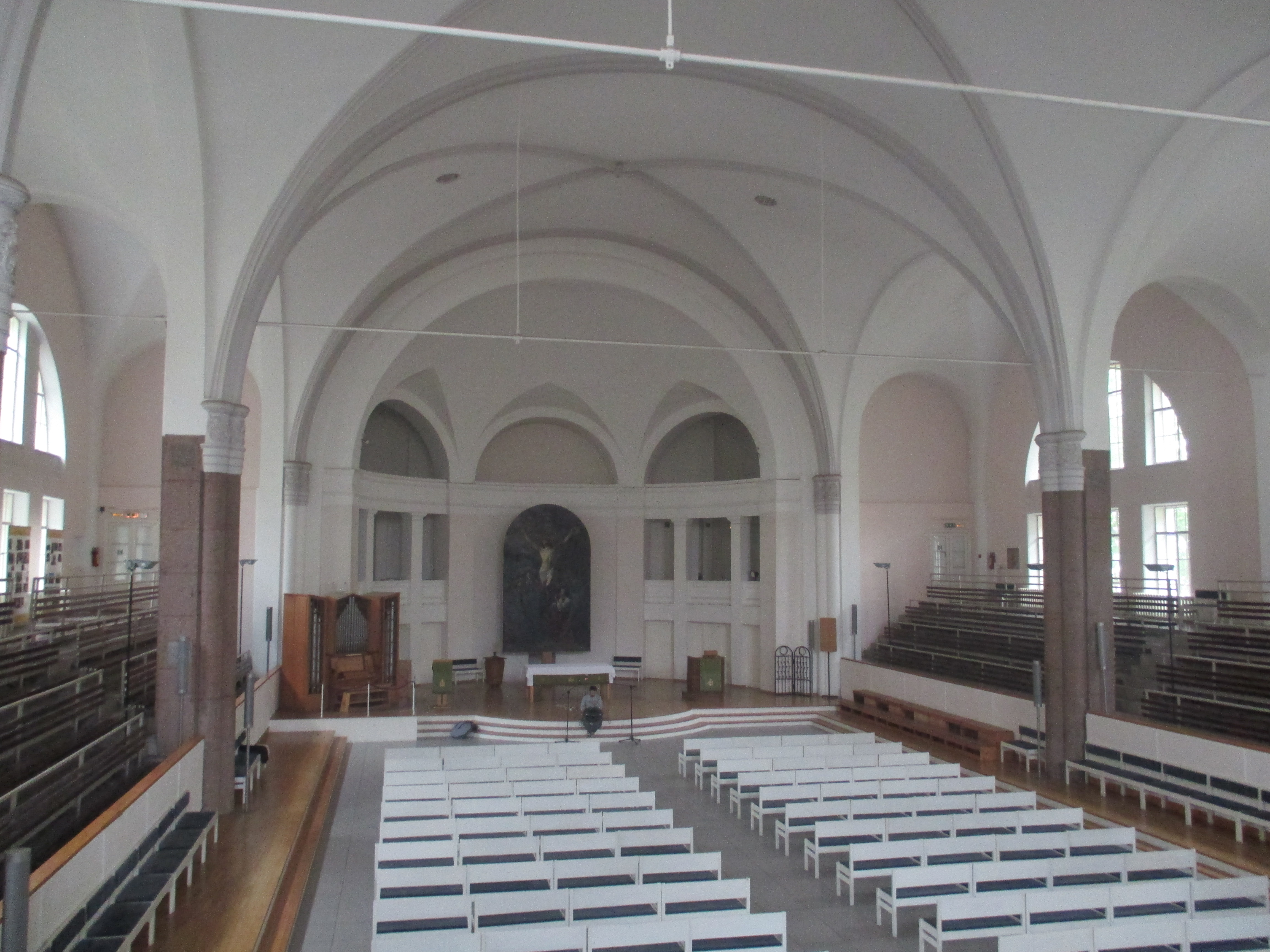
Интерьер Петрикирхе в современном виде

В 1989 году была воссоздана лютеранская «немецкая община», которая сначала проводила свои богослужения в Пушкинской кирхе. Лидерами немецкой общины были А. Биттнер (впоследствии председатель церковного совета), Ю. Левенстерн, К. Шперлинг. По их инициативе из Риги в качестве пастора раз в месяц приезжает Йозеф Баронас. В июне 1990 года проходит учредительный съезд общины в библиотеке Маяковского. В 1992 году немецкий приход А. А. Битнера с пастором Лотихиусом покидает Пушкин — Царское Село и собирается в церкви св. Анны на Кирочной улице, где еще действовал кинотеатр «Спартак».
31 октября 1992 года состоялось первое богослужение в соборе свв. Петра и Павла. Здание было официально возвращено верующим в июне 1993 года, однако процесс реконструкции здания затянулся до 1997 года, когда оно было торжественно переосвящено 16 сентября. Община церкви св. Анны переехала в Петрикирхе в результате чего появилось название: «община св. Анны и св. Петра».
К 2003 году община собора (нем. Deutschen evangelisch-lutherischen St.-Annen- und St.-Petri-Gemeinde) состояла из 700 прихожан, а в 2013—650.
При приходе действуют библейские семинары, кружки рукоделия, «комната одежды», «диакония» (шефство над престарелыми членами прихода), совет общины, совет сеньоров. Община организует благотворительные концерты, экскурсии по зданию церкви и «Катакомбам».

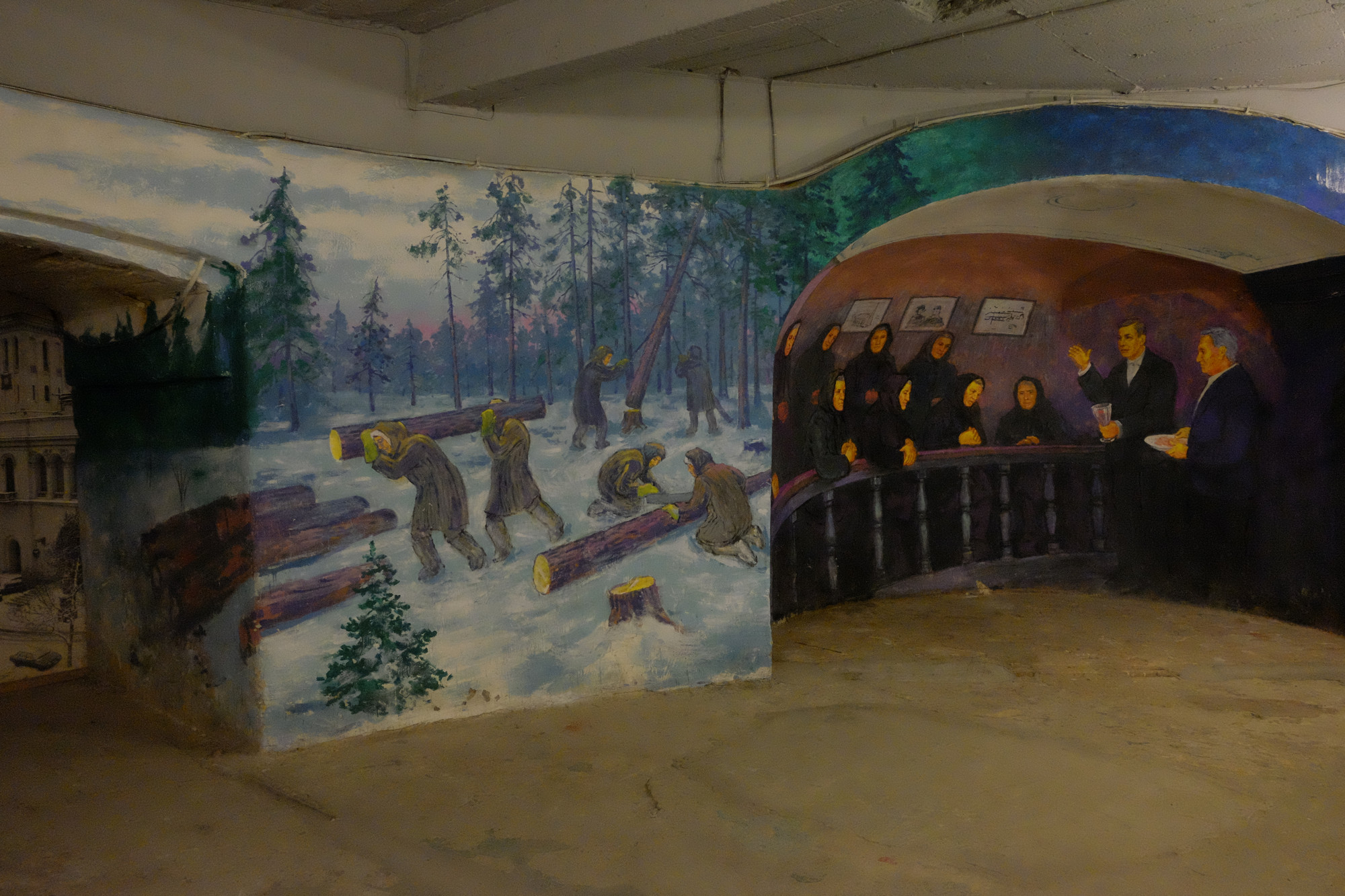
Росписи Адама Шмидта в «Катакомбах» Петрикирхе

Во время посещения «Катакомб» можно увидеть чашу бассейна, окружающий ее подвал с основаниями гранитных пилонов на уровне старого церковного зала, а также росписи с христианскими символами, выполненные в 2007 году американским художником-неоэкспрессионистом Мэттом Лэмбом (англ. Matt Lamb) совместно с учащимися художественных школ Петербурга. Под алтарной частью, в помещении крипты, обустроена капелла, оформленная российским немцем, художником Адамом Шмидтом. Эти настенные картины, созданные также в 2007 году, посвящены судьбе немцев в сталинской России и включают шесть эпизодов (низложение креста с церкви, арест на квартире, высылка по этапу, лесоповал («трудовая армия»), тайное богослужение (причастие) братской общины на дому, трудовой лагерь в Воркуте). Таким образом, подвал Петрикирхе является не только своеобразным арт-пространством, но и мемориалом жертвам репрессий. В определенные дни в «Катакомбах» проводятся службы и часы молитвы. Чаша старого бассейна периодически служит декорацией для различных театральных постановок. Нередко в «Катакомбах» устраиваются выставки.
31 октября 2019 года в соборе состоялось официальное открытие обновленной постоянной выставки, посвященной Петрикирхе. Экспозиция разместилась на первом этаже, в левом крыле церкви. Помимо стендов, рассказывающих об истории общины и здания с момента постройки до наших дней, в экспозиции представлены разнообразные артефакты, в том числе старые богослужебные книги, предметы утвари и репродукции витражей Петрикирхе, ныне хранящихся в запасниках Эрмитажа. Большой интерес представляют два бронзовых макета (один изображает проспект утраченного органа фирмы Walcker, другой — здание Петрикирхе, по образцу модели 1867 года, хранящейся в Музее Российской академии художеств).
В 1993 году третий этаж административной (задней) части здания был оборудован для создания Русско-немецкого Центра встреч (drb), задачей которого является возрождение и развитие культурного наследия российских немцев и ведение диалога между немцами и представителями других национальностей. Центр встреч проводит курсы по изучению немецкого языка, организует молодежные обмены, каникулярные программы, летние лингвистические лагеря. Летом 2020 года Русско-немецкий Центр встреч переехал из Петрикирхе в здание, расположенное справа от церкви, по адресу Невский, 22. В пристройке к церкви, где ранее располагался Центр, теперь работает Теологическая Семинария Евангелическо-лютеранской Церкви России.

## Музыка

### Орган

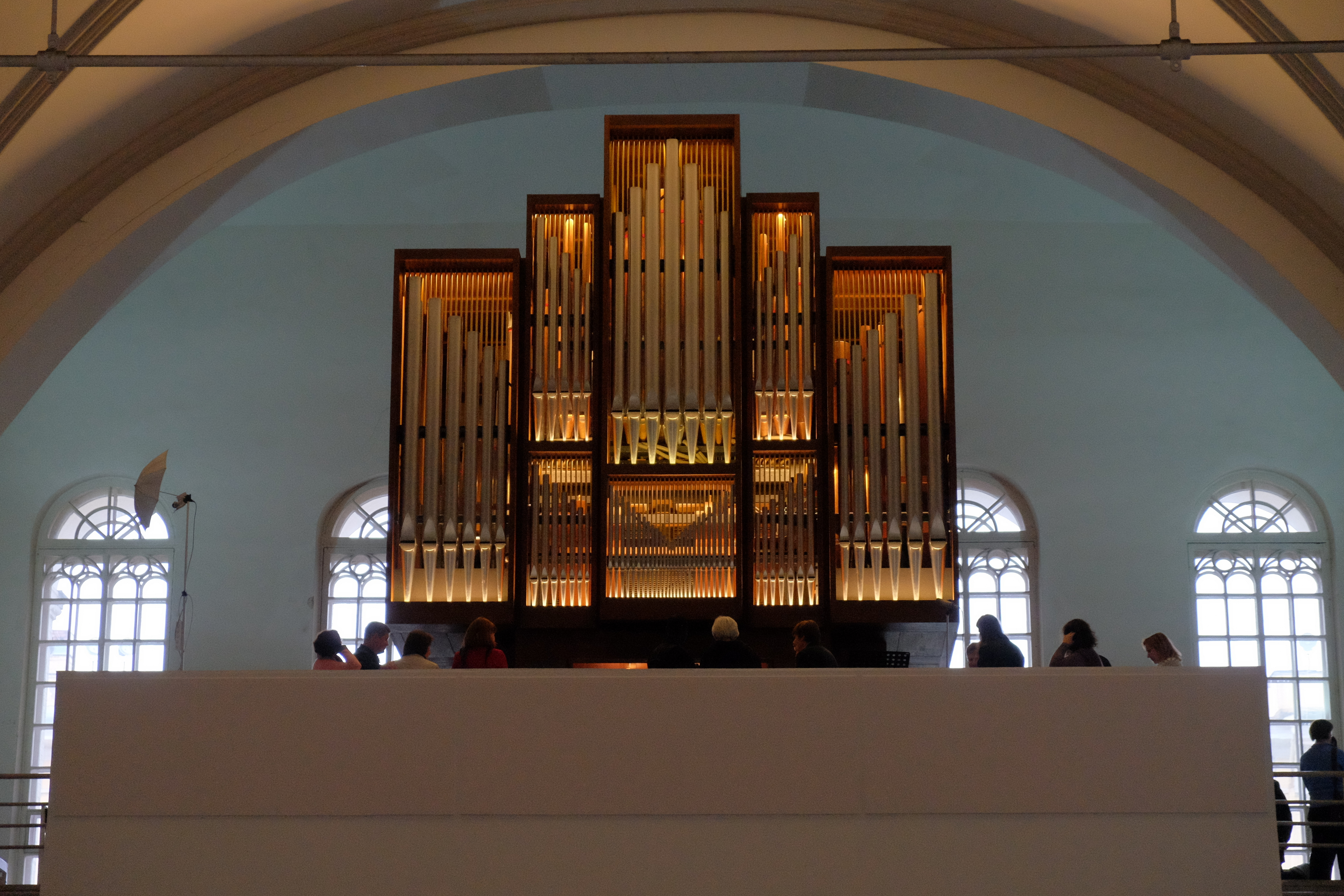
После концерта-открытия органа Willi Peter, 1 июля 2017

В 1997—1998 годах в церкви был установлен небольшой орган немецкой фирмы «G. Steinmann», Opus 249, который имеет 10 регистров, 2 мануала и педаль. Инструмент построен в 1958 году и изначально располагался в Церковной консерватории города Херфорд, Германия.
В апреле 2017 года в Петрикирхе был перевезён орган немецкой фирмы «Willi Peter» из стокгольмской церкви Св. Гертруды — большой инструмент с 43 регистрами, тремя мануалами и педалью. 1 июня того же года были завершены работы по его установке и интонировке специалистами фирмы «Rudolf von Beckerath». Первый концерт органа состоялся 1 июля 2017 года.
Торжественное освящение органа Willi Peter с участием представителей правительства Санкт-Петербурга и Федеративной Республики Германия, а также представителей объединения Nordkirche (Евангелическо-Лютеранской Церкви в Северной Германии) состоялось 28 сентября 2017 года.
Органы церкви регулярно звучат на богослужениях и концертах.

### Диспозиция органа «Willi Peter»
Диспозиция органа немецкой фирмы «Willi Peter» (Кёльн, Германия) в лютеранской церкви свв. Петра и Павла в Санкт-Петербурге.
43 регистра, 3 мануала и педаль, 1972—1973 годы. 4 зетцеркомбинации. Шляйфлада, механическая игровая трактура, электрические копулы и регистровая трактура.
| III. Positiv         |      |
| 1. Musiziergedackt   | 8’   |
| 2. Weidenflöte       | 4’   |
| 3. Septade           | 4’   |
| 4. Prinzipal         | 2’   |
| 5. Quinte            | 1/3’ |
| 6. Buntzymbel 3 fach | 1/4’ |
| 7. Rohrkrummhorn     | 8’   |
| 8. Tremulant         |      |

| II. Schwellwerk         |      |
| 9. Offenflöte           | 8’   |
| 10. Gedeckt             | 8’   |
| 11. Gemshorn            | 8’   |
| 12. Coelesta 1—2 fach   | 8’   |
| 13. Prinzipal           | 4’   |
| 14. Rohrtraverse        | 4’   |
| 15. Prinzipal           | 2’   |
| 16. Schweizerpfeife     | 2’   |
| 17. Rohrgemsquinte      | 1/3’ |
| 18. Sesquialtera 3 fach |      |
| 19. Zymbel 5—6 fach     | 4’   |
| 20. Basson              | 16’  |
| 21. Oboe                | 8’   |
| 22. Tremulant           |      |

| I. Hauptwerk               |      |
| 23. Gemshorn               | 16’  |
| 24. Prinzipal              | 8’   |
| 25. Rohrflöte              | 8’   |
| 26. Oktave                 | 4’   |
| 27. Spitzflöte             | 4’   |
| 28. Quinte                 | 2/3’ |
| 29. Oktave                 | 2’   |
| 30. Cornett 3 fach (ab f0) |      |
| 31. Mixtur 6 fach          | 2’   |
| 32. Scharff 4 fach         | 1’   |
| 33. Trompete               | 8’   |
| 34. Tremulant              |      |

| Pedal               |     |
| 35. Prinzipal       | 16’ |
| 36. Subbaß          | 16’ |
| 37. Oktavbaß        | 8’  |
| 38. Rohrgedackt     | 8’  |
| 39. Oktava nazarda  | 4’  |
| 40. Gemshorn        | 4’  |
| 41. Doppelrohrflöte | 2’  |
| 42. Rauschpfeife    | 4’  |
| 43. Mixtur 4 fach   | 2’  |
| 44. Posaune         | 16’ |
| 45. Trompete        | 8’  |
| 46. Clarino         | 4’  |

| Копулы     |
| 47. III/II |
| 48. III/I  |
| 49. II/I   |
| 50. III/P  |
| 51. II/P   |
| 52. I/P    |

Красным цветом в диспозиции выделены язычковые регистры.

### Органисты
- 1735—1762 — Фридрих Готтлоб Вильде (нем. Friedrich Gottlob Wilde, ?—1762)
- 1762—1813 — Иоганн Конрад Хаас (Johann Konrad Haas, ?—1813)
- 1813—1831 — Отто Леопольд Черлицкий (Otto Leopold Czerlitzki, ?—1831)[54]
- 1831—1840 — Отто Фердинанд Черлицкий (Otto Ferdinand Czerlitzki/Tscherlizki, 1810—1849)
- 1840—1854 — Генрих (Андрей Андреевич) Белинг (Heinrich August Behling, 1793—1854)
- 1854—1866 — Генрих Франц Даниэль Штиль (Heinrich Franz Daniel Stiehl, 1829—1886)
- 1867—1870 — Густав Адольф Томас (Gustav Adolf Thomas, 1842—1870)
- 1870—1908 — Людвиг Фридрихович [Луи Федорович] Гомилиус (Ludwig Homilius, 1845—1908)
- 1909—1915 — Отто Виссиг (Otto Wissig, 1886—1970)
- 1915—1920 — Жак Самюэль [Яков Яковлевич] Гандшин (Handschin, 1886—1955)
- 1920—1937 — Вольф Оскар [Вольф Федорович] Лисс (Wolf Oscar Liess, 1894—1938)[55]
- 1998—2003 — Григорий Владимирович Варшавский (род. 1956)
- 2003—2008 — Станислав Александрович Кочановский
- 2008—2010 — Ольга Николаевна Чумикова (род. 1984)
- 2010—2012 — Андрей Владимирович Коломийцев (род. 1976)
- с 2008 — Сергей Александрович Силаевский (род. 1983)[56]

## Пасторы
- 1710—1751 — Генрих Готлиб Нациус (нем. Heinrich Gottlieb Nazzius, 1687—1751)
- 1732—1740 — Иоганн Фридрих Северин (нем. Johann Friedrich Severin, 1699—1740)
- 1740—1766 — Людольф Отто Трефурт (1700—1766)
- 1752—1754 — Николаус Бютцов (нем. Nicolaus Bützow) (1707—1754)
- 1754—1758 — Каспар Фридрих Ланге (1722—1758)
- 1758—1760 — Иоганн Вильгельм Цукмантель (1712—1760)
- 1761—1765 — Антон Фридрих Бюшинг (1724—1793)
- 1769—1782 — Якоб Мартин Герольд (нем. Jacob Martin Herold) (1737—1782)
- 1770—1801 — Мартин Лютер Вольф (нем. Martin Luther Wolff) (1744—1801)[57]
- 1783—1813 — Иоганн Георг Лампе (нем. Johann Georg Lampe) (1749—1813)
- 1801—1834 — Иероним Генрих Гамельман (1773—1845)
- 1813—1839 — Иоганн Фридрих Август Фольборт (1768—1840)
- 1834—1865 — Густав Рейнгольд Роберт Таубенгейм (1795—1865)
- 1839—1865 — Георг Карл Людвиг Готлиб Фроман (1809—1879)
- 1860—1884 — Франц Генрих Юлиус Штирен (1813—1884)
- 1865—1902 — Александр Вильгельм Ферман (1835—1916)
- 1866—1900 — Отто Армин Финдейзен (1831—1903)
- 1885—1913 — Готлиб Аугуст фон Койслер (1844—1913)
- 1902—1918 — Вильгельм Кентман (1866—1933)[58]
- 1900—1918 — Карл Фридрих Вальтер (1861—1938)
- 1913—1914 — Гаральд Горнберг (нем. Harald Hornberg) (1875—1914)[59]
- 1916—1919 — Теодор Виллигероде (1878—1919)
- 1924—1929 — Гельмут Ганзен[60]
- 1929—1932 — Генрих Берендтс
- 1933—1937 — Пауль Райхерт (1875—1938)[61]
- 1991—1995 — Франк Лотихиус (нем. Frank Lotichius)
- 1995 — Хервиг Шмидтпотт
- 1995—1999 — Хайнц Китцка (нем. Heinz Kitzka)
- 1999—2002 — Кристоф Эрихт[62]
- 2002—2008 — Ханс Герман Ахенбах (нем. Hans Hermann Achenbach)
- 2008—2013 — Маттиас Цирольд (нем. Matthias Zierold)[63]
- с 2013 — Михаэль Шварцкопф

Портреты пасторов
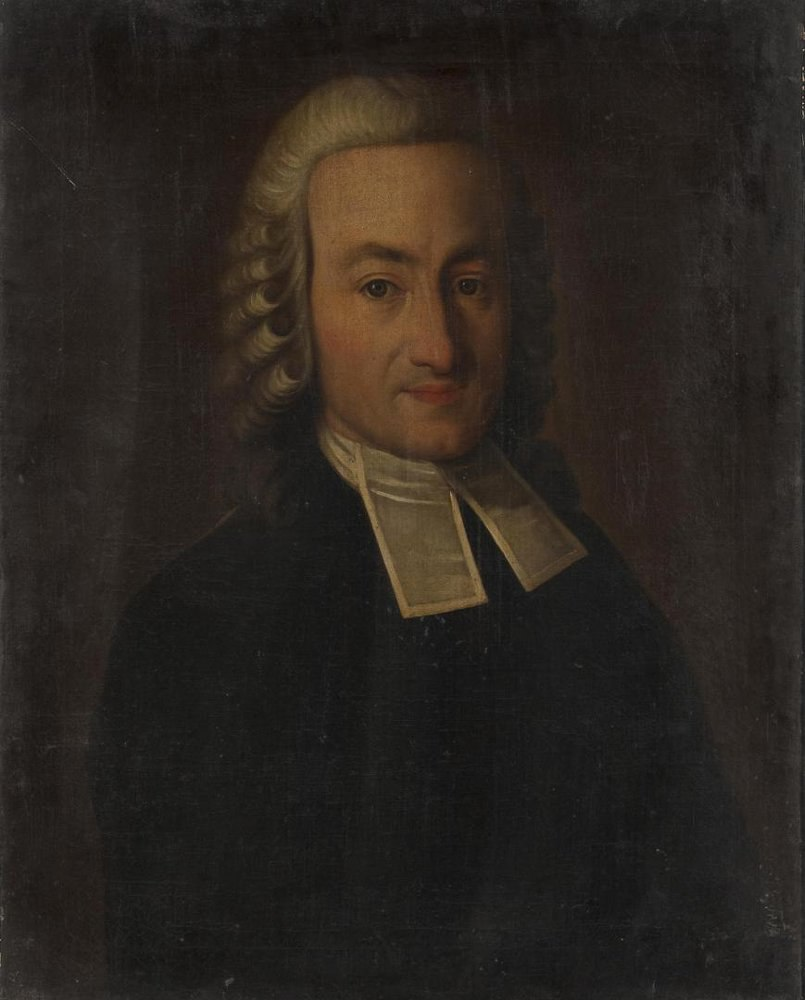
Портрет пастора Г. Г. Нациуса, сер. XVIII в.
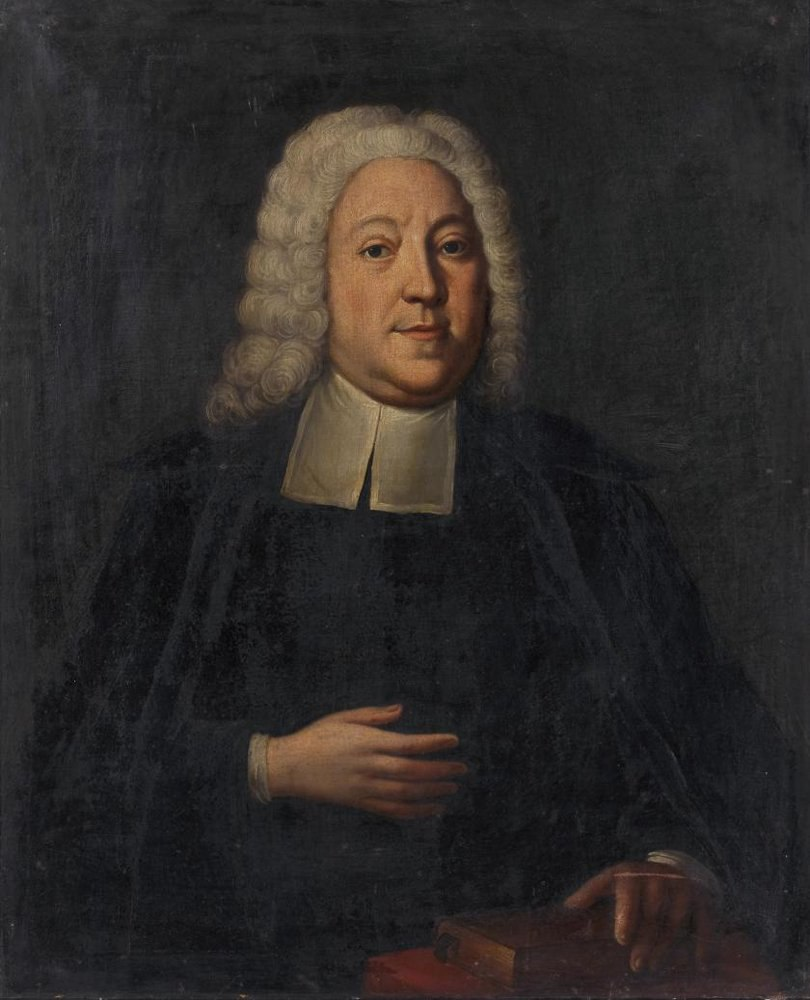
Портрет пастора И.Ф. Северина, сер. XVIII в.
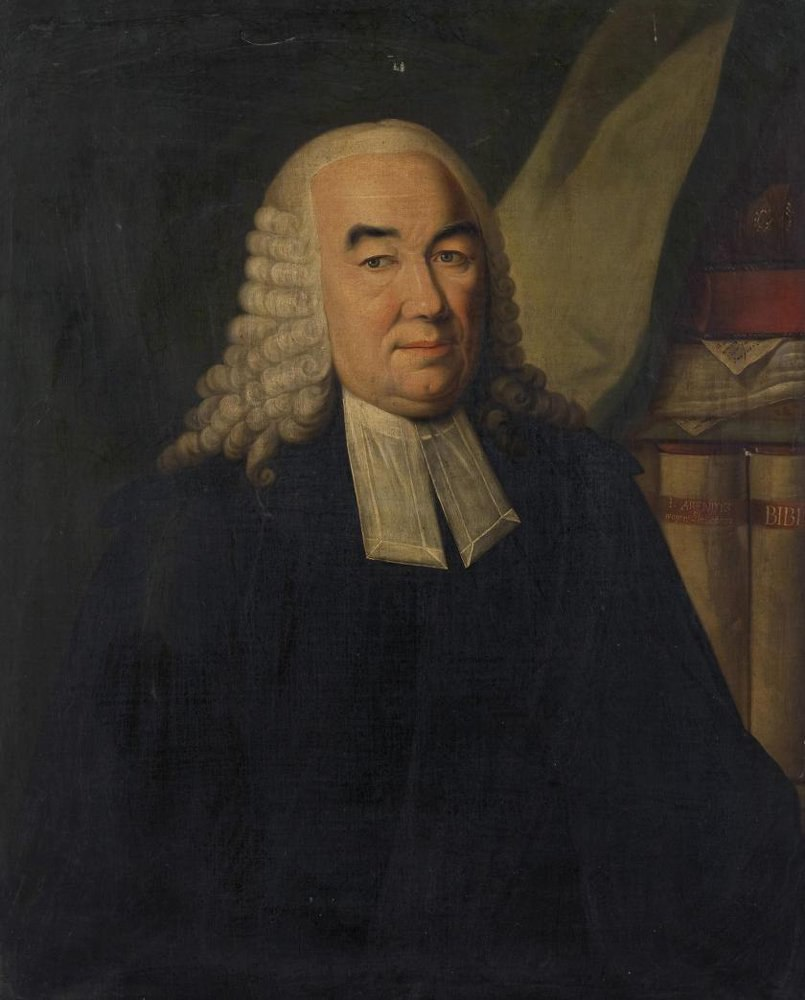
Портрет пастора Л.О. Трейфурта, сер. XVIII в.
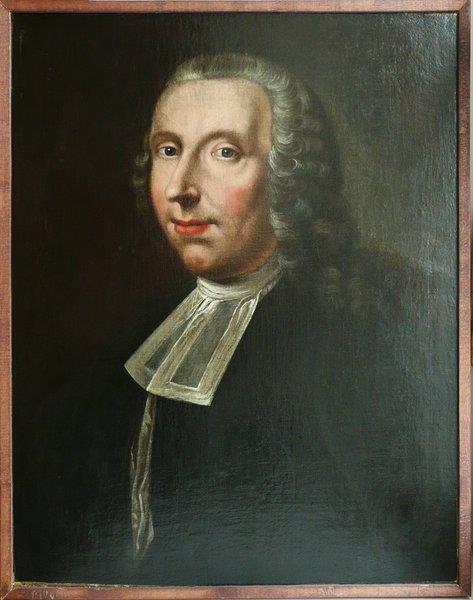
Портрет пастора Н. Бютцова работы Лукаса Конрада Пфальдцета, 1754 г.
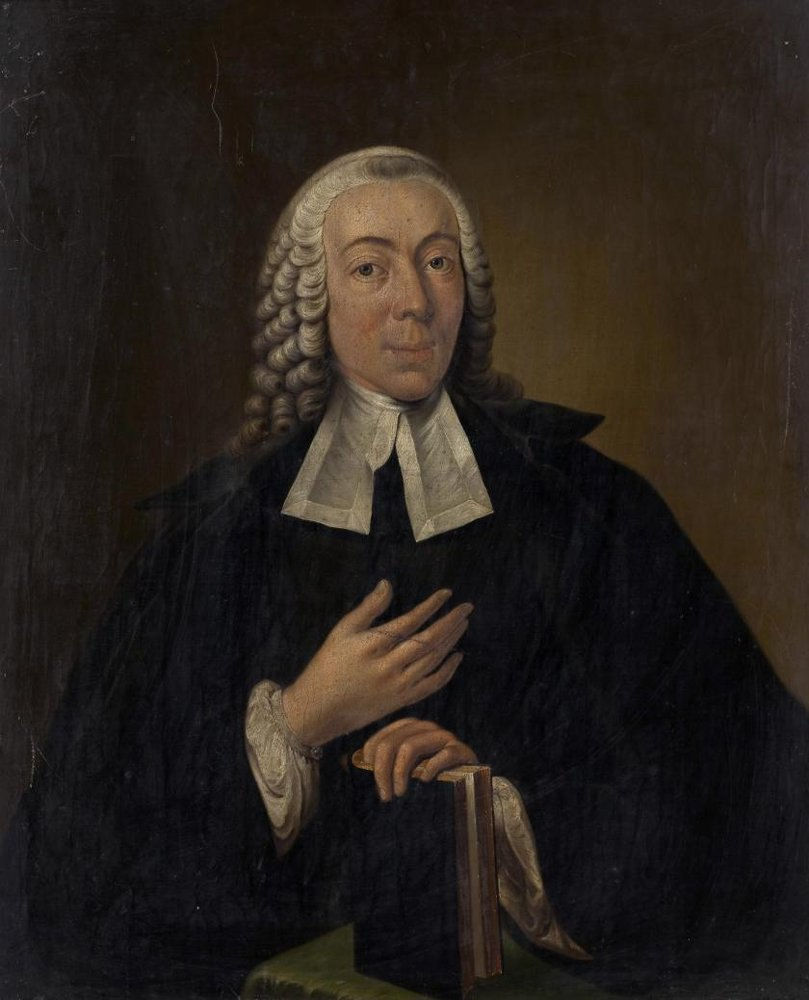
Портрет пастора К.Ф. Ланге, сер. XVIII в.
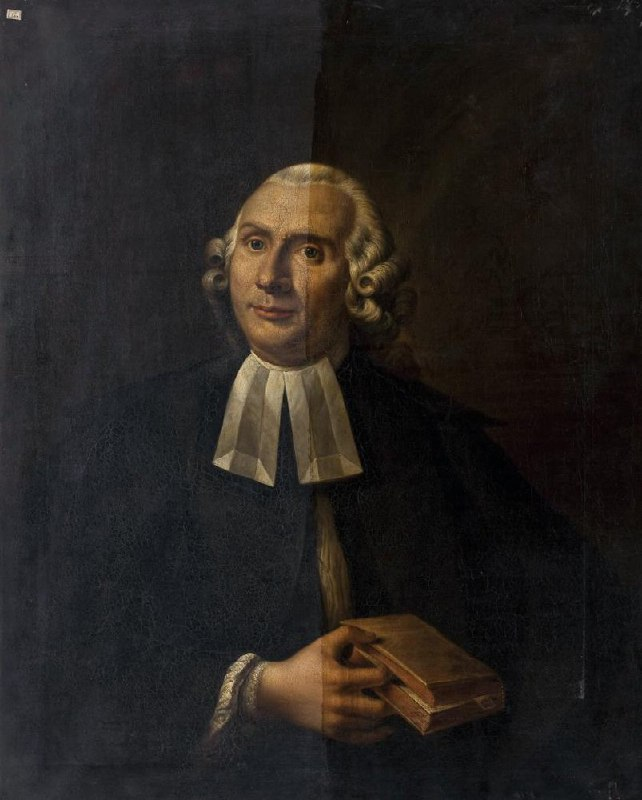
Портрет пастора И. В. Цукмантеля[64], XVIII в.
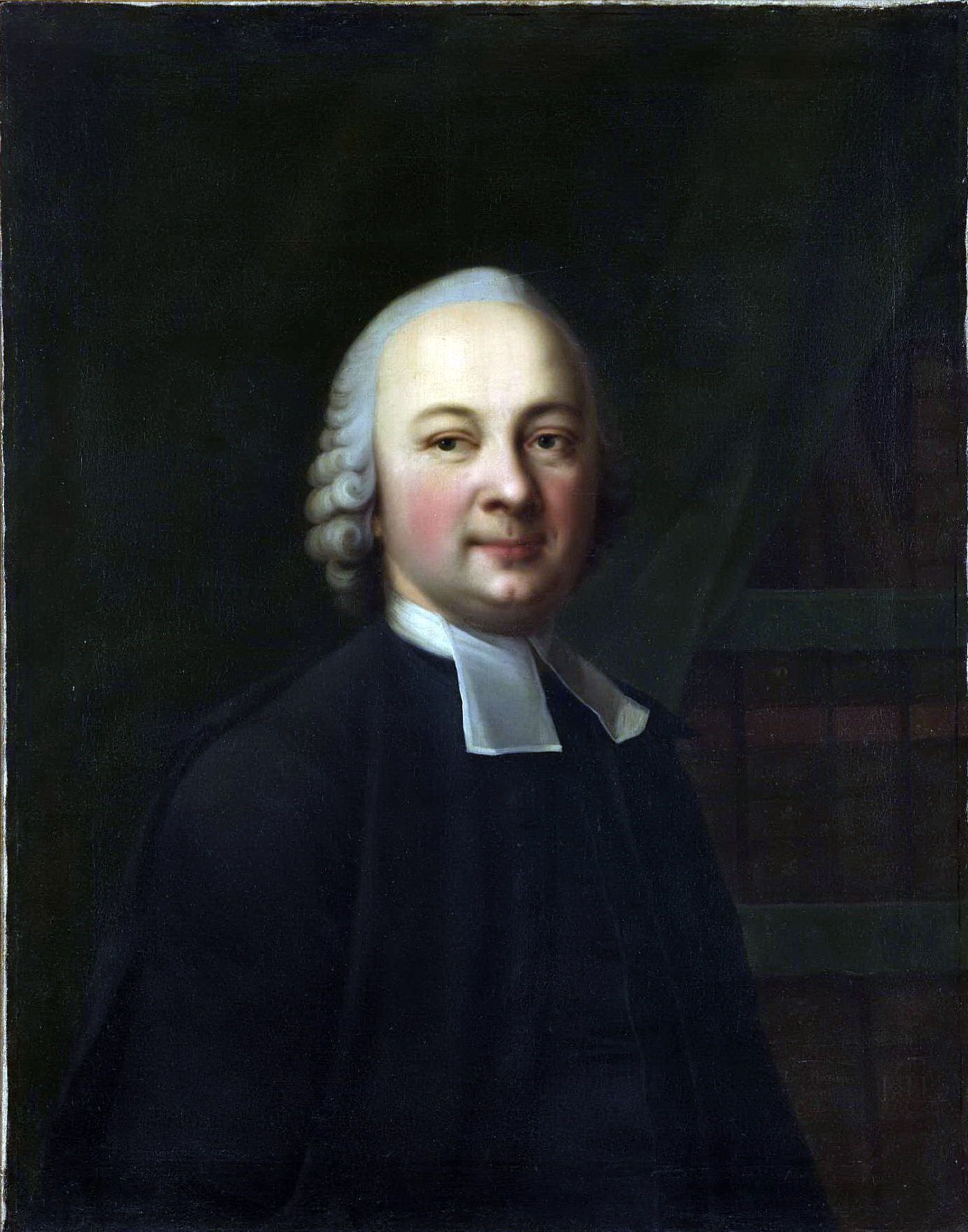
Портрет пастора А.Ф. Бюшинга, кисти Виргилиуса Эриксена, 1722 г.
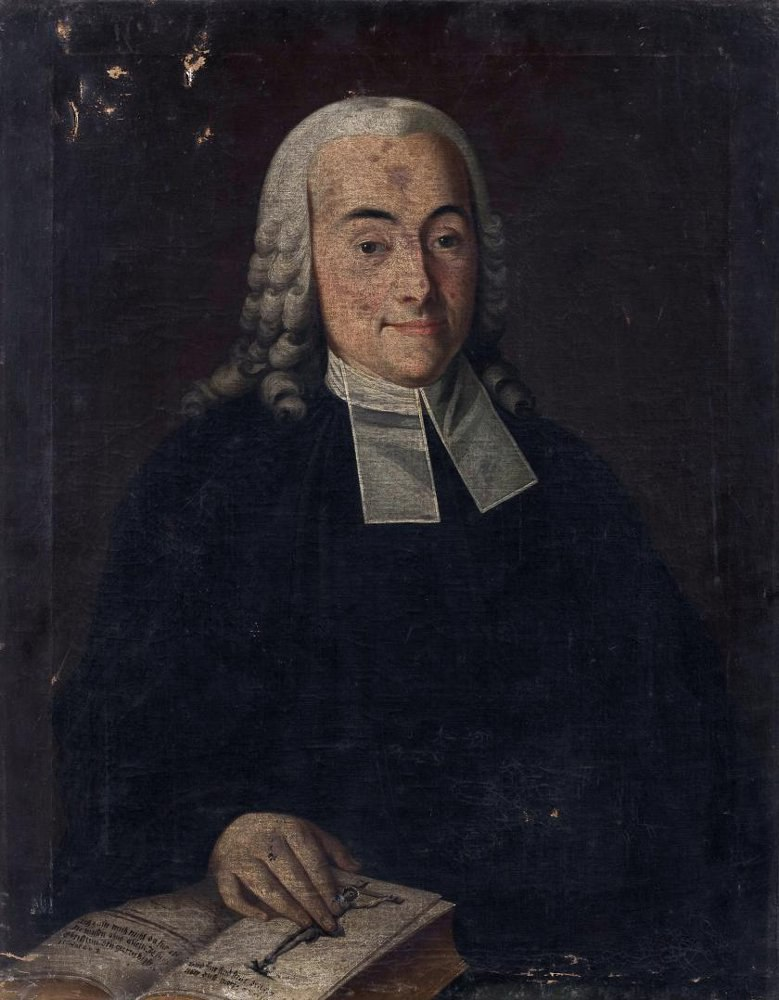
Портрет пастора Я. М. Герольда[64], XVIII в.
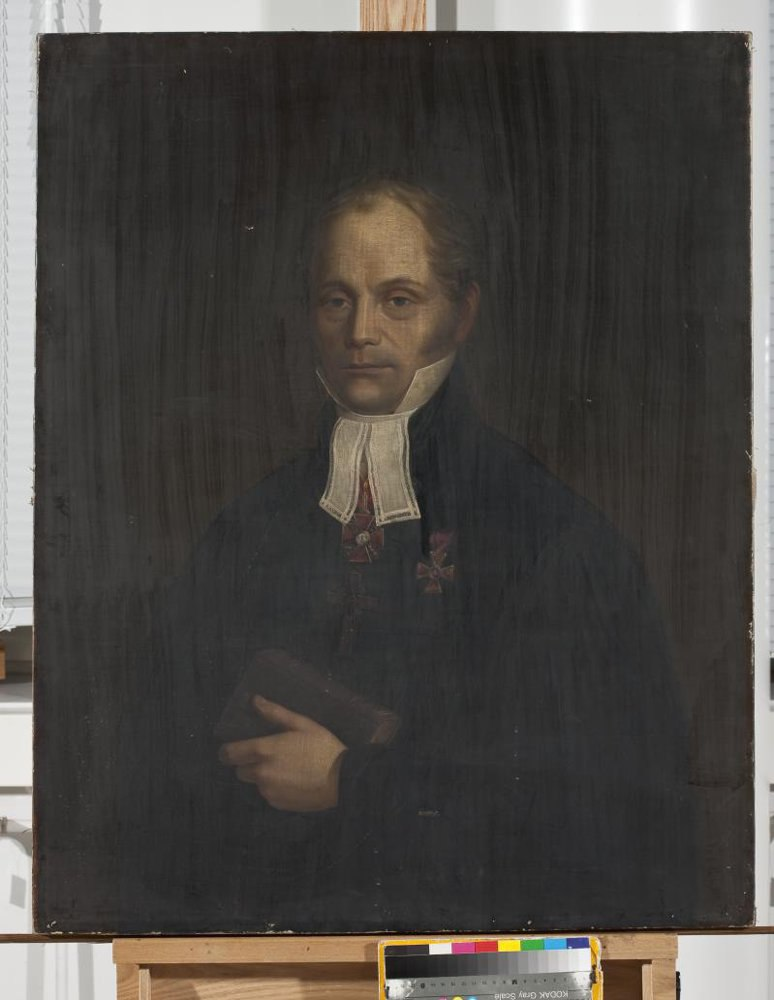
Портрет пастора И.Г. Гамельмана, втор. пол. XIX в.
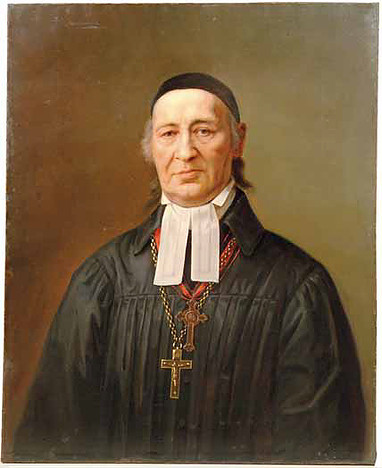
Портрет Г. Р. Таубенхайма, до 1865 г.
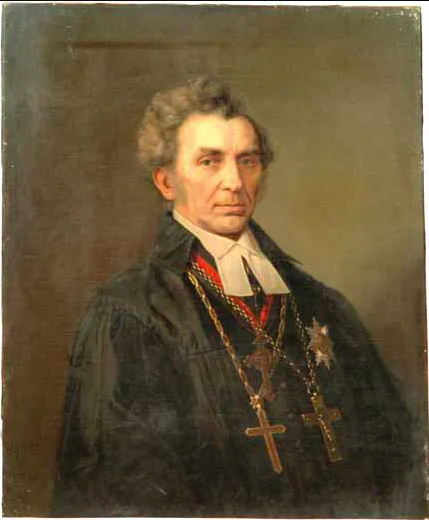
Портрет пастора Г. К. Фроммана, XIX век
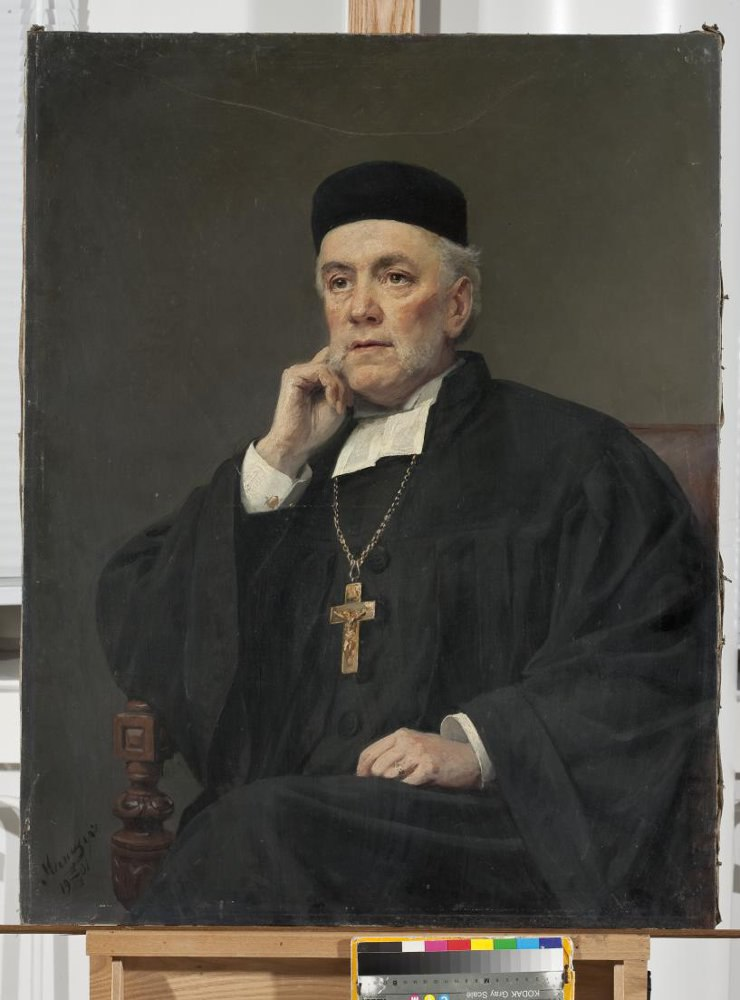
Портрет пастора Ф. Г. Штирена[65], кисти М. Г. Манизера, 1901 г.
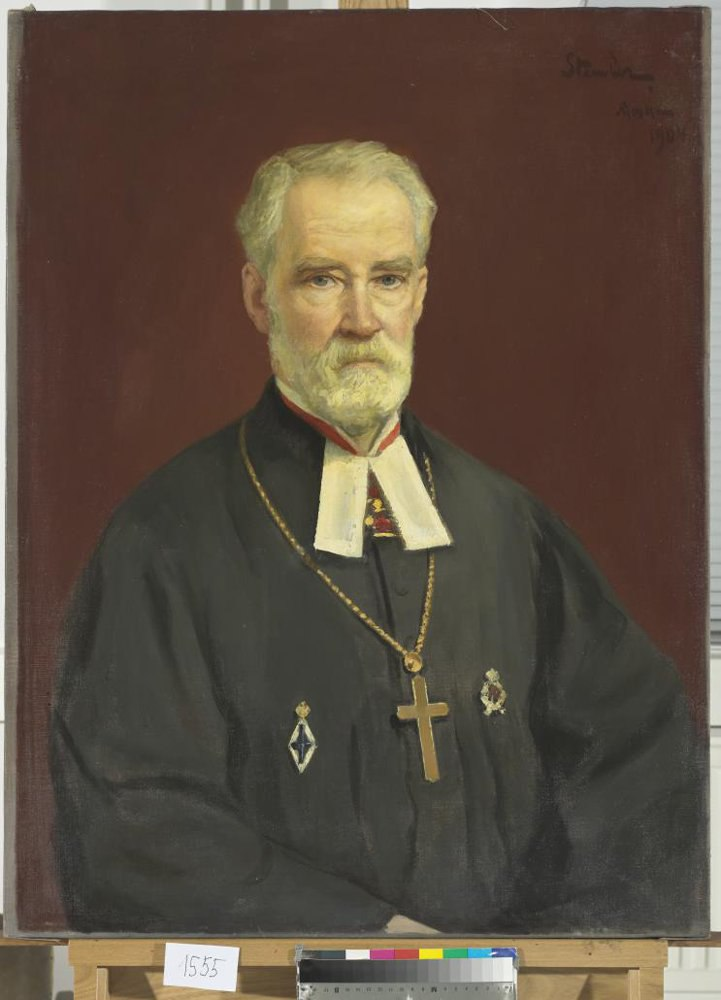
Портрет пастора А.В. Фермана, кисти Виктора Карловича Штембера, 1904 г.
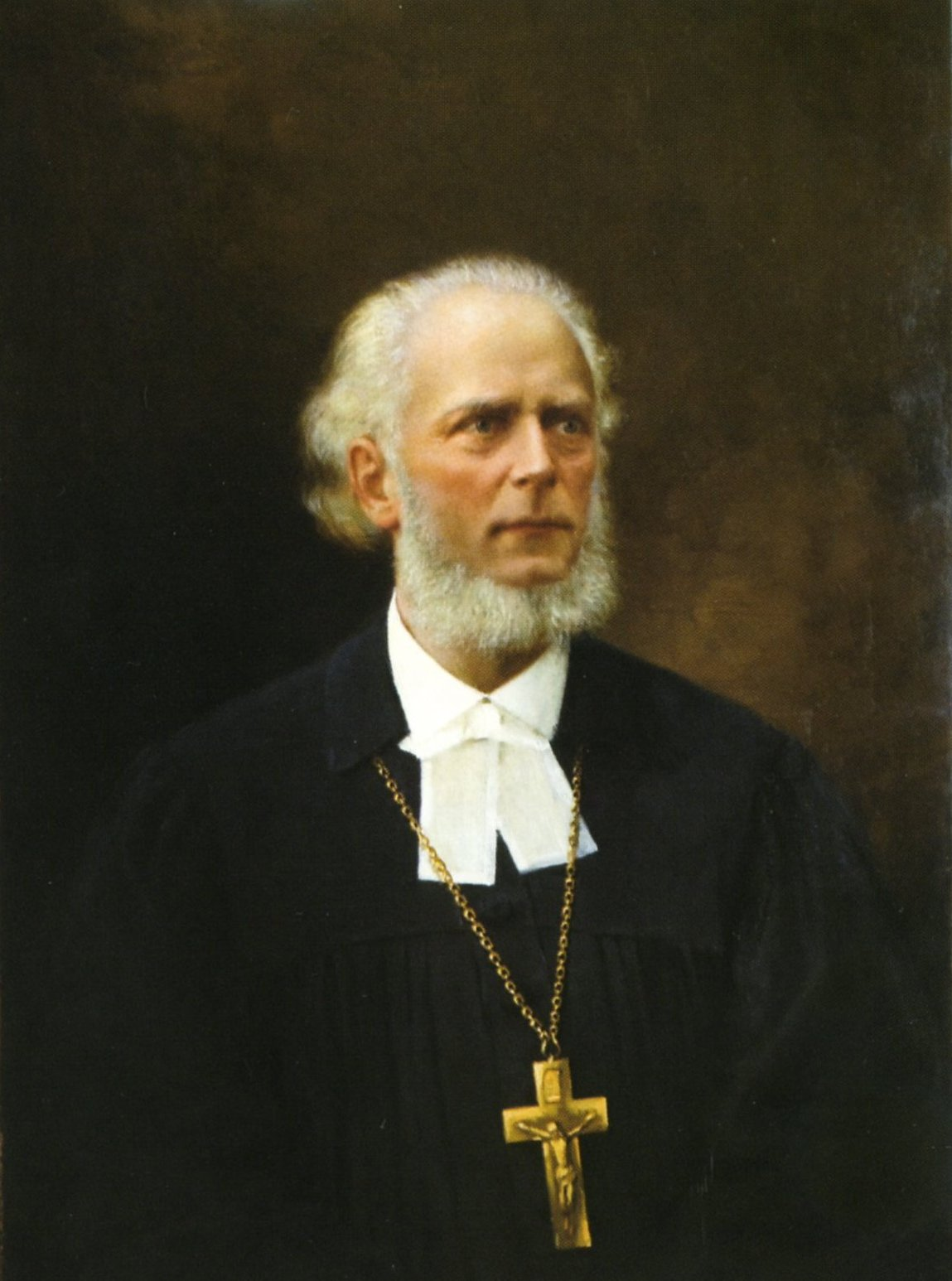
Портрет пастора О. А. Финдейзена, 1900-е